# EV Landshut
Der Eislaufverein Landshut ist ein Eishockeyverein aus der niederbayerischen Stadt Landshut, der seit 2019 wieder in der DEL2 spielt. Die Profimannschaft des 1948 gegründeten EV Landshut wird seit 2002 von der Landshuter Eishockey Spielbetriebs-GmbH organisiert, die von 2002 bis 2013 unter dem Namen Landshut Cannibals (Aussprache ['kænibls]) auflief und von 2013 bis 2015 als „EVL Landshut Eishockey“ antrat. Der Stammverein ist weiterhin für den gesamten Nachwuchsbereich zuständig. Das Team spielte von 1963 an ununterbrochen in der Eishockey-Bundesliga und war Gründungsmitglied der 1994 eingeführten Deutschen Eishockey Liga. Die bisher größten Erfolge feierte der Club in den Jahren 1970 und 1983, in denen er jeweils Deutscher Meister wurde.
Die Vereinsfarben des EV Landshut sind Rot und Weiß, die Heimspiele werden in der VR-Bank Landshut Arena ausgetragen, das 4448 Zuschauern Platz bietet. Die Nachwuchsarbeit des Vereins wird oftmals zu den besten in Deutschland gezählt und brachte schon zahlreiche bekannte Eishockeyspieler hervor, wie zum Beispiel die Truntschka-Brüder Gerd und Bernd, Alois Schloder und die langjährigen NHL-Spieler Marco Sturm, Christoph Schubert und Tobias Rieder sowie den zweifachen Stanley-Cup-Gewinner Tom Kühnhackl.

## Geschichte

### Ursprünge des Landshuter Eishockeysports
Schlittschuhlaufen kam in Landshut spätestens im ausgehenden 19. Jahrhundert in Mode, eine Zeitungsanzeige im Landshuter Kurier aus dem Jahr 1871 warb für Damen- und Herrenschlittschuhe. Als Eislaufflächen waren geflutete Wiesen im Bereich des heutigen Eisstadions, des Rennwegs sowie der Nikolastraße beliebt. Mit dem Eishockeysport kamen die Landshuter erstmals zu Beginn des Jahres 1934 in Berührung, als Heinz Wittmann eine Eishockeygarnitur aus Garmisch-Partenkirchen organisierte. Unter seiner Federführung wurde eine Privatmannschaft aufgestellt, die – nach dem damaligen Gönner, der heute noch existierenden Brauerei Wittmann – unter dem Namen „Team Brauerei Wittmann“ auflief. Im Tor stand Toni Stanglmeier, Adolf Knauer und Toni Heigl bildeten die Verteidigung und Hans Schneider, Kurt Höhna, Richard Kollmannsberger, Fred Tayler, Organisator Heinz Wittmann sowie Georg Zeller bildeten die Offensive. Letzterer war an der Entwicklung des Landshuter Eishockeys in der Folgezeit maßgeblich beteiligt. Die ersten Spiele wurden auf dem „Selmeier-Eis“ gegen Privatteams aus Wartenberg und Donaustauf ausgetragen. Wenige Monate nach Gründung der Mannschaft – zum 1. Februar 1934 – entstand innerhalb des Ski-Clubs Landshut (SCL) eine eigene Eishockeyabteilung, die noch im gleichen Jahr Meister der Region Donau wurde.
Zur Saison 1935/36 nahm die beinahe unveränderte Mannschaft des SC Landshut an der Kreisliga teil, damals die zweithöchste Liga. Nach der darauf folgenden Spielzeit, die auch in der zweitklassigen Kreisliga bestritten wurde, beschloss die Eishockeyabteilung, den Ski-Club zu verlassen und der – weitaus größeren – Turngemeinde Landshut (TGL) beizutreten. Es folgten zwei Saisons, die ebenfalls in der Kreisliga ausgetragen wurden, bevor der Ausbruch des Zweiten Weltkriegs dem geregelten Ligabetrieb ein Ende setzte. In den Kriegsjahren fanden nur wenige Partien statt. 1940/41 wurden nochmals Freundschaftsspiele als Abteilung der TGL organisiert, die darauf folgende Saison war das Team unter dem Dach der Hitlerjugend als Bann 332 Landshut aktiv und spielte gegen andere Bann-Vereine, wie zum Beispiel gegen Straubing am 10. Januar 1943. Das Hinspiel wurde mit 8:1 gewonnen und auch das Rückspiel in Straubing am 31. Januar 1943 entschieden die Landshuter mit 2:0 für sich.
Nach dem Krieg war wieder die TG Landshut für die Eishockeygeschicke „zuständig“. Als Spielfläche diente nun der sogenannte „Kolbeck-Eisplatz“, eine Natureisbahn, die sich an der Kreuzung von Luitpoldstraße und Rennweg im Nikola-Viertel befand. Das erste Spiel nach dem Zweiten Weltkrieg wurde gegen Donaustauf auf eigenem Eis mit 5:0 gewonnen. Von der ersten Nachkriegsspielzeit 1945/46 bis zur Saison 1947/48 spielte die Mannschaft in der zweitklassigen Landesliga. In diesen Jahren stießen einige neue Spieler zum Verein, von denen Hans Frühmorgen, Walter Rauhmeier und Jaro Truntschka zu den wichtigsten gezählt werden. Letzterer wurde in den folgenden Jahren acht Mal bester Torschütze des Teams. Der in der ČSR geborene Stürmer kam nach Kriegsende nach Bayern. Wie viele seiner damaligen Mitspieler lief er in den eishockeyfreien Sommermonaten für die SpVgg Landshut als Fußballer auf. Zur Saison 1947/48 bestand die Abteilung Eishockey erstmals aus einer zweiten Seniorenmannschaft sowie einem Jugendteam.

### Gründung des Eislaufvereins und Zweitklassigkeit in der Landesliga
| Saison  | Liga | Klasse | Vorrunde   | Endrunde   |
| ------- | ---- | ------ | ---------- | ---------- |
| 1948/49 | BLL  | I I    | 1. Platz   | 2. Platz ↑ |
| 1949/50 | BLL  | I I    | 2. Platz   | keine      |
| 1950/51 | BLL  | I I    | 2. Platz   | keine      |
| 1951/52 | BLL  | I I    | 2. Platz   | keine      |
| 1952/53 | BLL  | I I    | 4. Platz   | 1. Platz ↓ |
| 1953/54 | BLL  | I I    | 2. Platz/B | keine      |
| 1954/55 | BLL  | I I    | 1. Platz   | 2. Platz ↑ |
| 1955/56 | BLL  | I I    | 2. Platz/A | keine      |
| 1956/57 | BLL  | I I    | 1. Platz   | Meister ↑  |

↑ ↓ in der Auf-/Abstiegsrunde der jeweiligen Liga

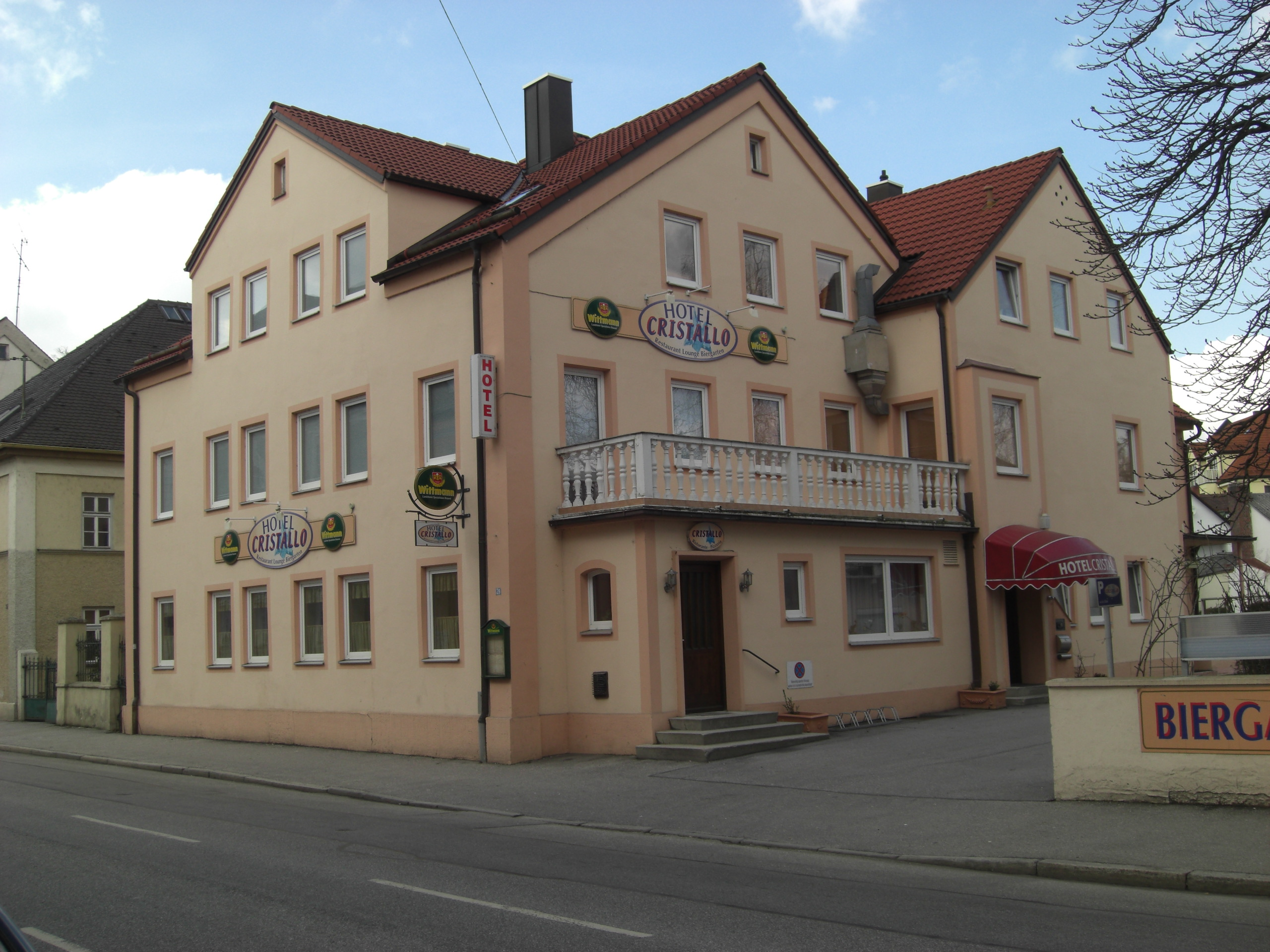
Das ehemalige Gasthaus Sterngarten 2010

Trotz des soliden Fundaments in der zweitklassigen Landesliga gab es Streitigkeiten zwischen der Eishockeyabteilung und der Führung der Turngemeinde. Dabei ging es vor allem um die Zweckentfremdung von Zuschauereinnahmen aus den Eishockeyspielen zu Gunsten anderer Bereiche der TGL. Aus diesem Grund beriet sich die Eishockeyabteilung auf Anregung Georg Zellers über Möglichkeiten, die bestehenden Probleme zu lösen, und befasste sich auch mit der Gründung eines eigenen Vereins. Daraufhin fand am 25. April 1948 die Gründungsversammlung des Eislaufvereins Landshut im Gasthaus Sterngarten in der Seligenthaler Straße statt. Als Gründungsmitglieder sind Georg Zeller, Helmut Kalbe, Johann Frühmorgen, Ludwig Jena, Walter Rauhmeier, Josef und Rudolf Wagner, Jaro Truntschka, Walter Kolb und Herrmann Simbürger überliefert. Erster Vorsitzender des Vereins wurde Ludwig Fronauer.
Die Mannschaft des EVL bestand zur ersten Spielzeit 1948/49 aus Torhüter Adolf Spohrer und den Feldspielern Neumann, Fred Tayler, Josef Wagner, Otto Kolbeck, Walter Rauhmeier, Rudi Wagner, Walter Kolb, Hans Frühmorgen, Jaro Truntschka und Rudi Fischer. Das Team von Trainer Franz Stern, der als Spieler mit dem SC Riessersee im Folgejahr Deutscher Meister wurde, trat in der Landesliga, der zweithöchsten Liga, an. Die immer noch bestehende Eishockeyabteilung der TGL dagegen kam über die Kreisliga nicht mehr hinaus und wurde schlussendlich nach der Saison 1950/51 aufgelöst. Im ersten Freundschaftsspiel verlor der Verein auswärts gegen den EV Tegernsee mit 2:3. Die beiden Tore auf Landshuter Seite schossen Josef Wagner und Hans Frühmorgen. Am darauffolgenden 20:0 gegen Donaustauf war Jaro Truntschka, der überragende Spieler der Landesliga, mit fünf Treffern beteiligt. Im Vorfeld des ersten Ligaspiels gegen den SC München, das der EVL mit 3:0 für sich entschied, mussten die Eishockeytore selbstgezimmert werden, da die ursprünglichen von der TGL gepfändet worden waren. Am Ende der Hauptrunde stand der erste Rang zu Buche und gegen den EV Tegernsee wurden zwei Entscheidungsspiele um den Aufstieg in die Oberliga ausgetragen, die beide verloren wurden.
In den folgenden Jahren fanden mehrmals Wechsel der Spielstätten statt. Zur Saison 1949/50 spielte der EVL zum Beispiel auf dem Tennisplatz Rot-Weiß. Nachdem diese Spielzeit auf dem zweiten Rang abgeschlossen worden und Jaro Truntschka, wie im Vorjahr, Top-Torschütze geworden waren, erreichte die Mannschaft in der Folgesaison – diesmal auf einem Platz an der Gabelsbergerstraße in Isarnähe – ebenfalls den zweiten Platz. Diesmal schoss Hans Frühmorgen die meisten Tore. 1951 folgte ein erneuter Umzug: Der Verein fand seine endgültige Spielstätte in einer Natureisfläche am Gutenbergweg. Der Eintrittspreis betrug damals für Erwachsene eine Mark, Kinder bezahlten 50 Pfennig, durchschnittlich besuchten 700 Zuschauer die Heimspiele in der Premierensaison direkt neben der Isar. In diesem Jahr stieß Dieter Lang zur Mannschaft, er wurde der erste Landshuter Nationalspieler. Nach der Spielzeit belegte das Team den abermals zweiten Platz. Die Saison 1952/53 wurde auf dem vierten Rang beendet, was zur Folge hatte, eine Relegationsrunde gegen einen möglichen Aufsteiger auszuspielen, die gewonnen wurde. In der folgenden Spielzeit fand sich der EVL zum wiederholten Male auf dem zweiten Platz, Torschützenkönig wurde – auch zum wiederholten Male – Jaro Truntschka mit 20 Toren aus acht Spielen.
Da die Vereinsführung jedoch nicht auf Dauer in der Landesliga verharren wollte, setzte sie sich für ausgedehntere Trainingseinheiten ein. Weil Natureisplätze witterungsbedingt oftmals nicht nutzbar waren, hatten die anderen Vereine der Landesliga, die in der Nähe von Kunsteisstadien beheimatet waren, entscheidende Trainingsvorteile. Als Zwischenlösung nahm der EVL in Bad Tölz Eiszeiten, die oft erst spätabends zugeteilt wurden. Die Trainingseinheiten zeigten 1954/55 erste Erfolge, unter anderem sicherten die beiden besten Torschützen Jaro Truntschka (14 Tore) und Rudi Wagner (7 Tore) dem Verein den ersten Platz in der Landesliga. Im Aufstiegskampf mussten sich die Landshuter dem ESV Kaufbeuren geschlagen geben. Zu Beginn der Saison 1955/56 wurde Leopold Eichbichler zum Eishockeyobmann gewählt. Er setzte sich bald für den Bau eines Kunsteisstadions ein, für das Projekt war jedoch ein Aufstieg in die höchste deutsche Spielklasse notwendig, der nach dem zweiten Rang nach der Vorrunde nicht sofort erreicht wurde. Mit Sepp Schramm begann ein Spieler seine Karriere, der die folgenden sechzehn Jahre das Tor der Landshuter hüten sollte. Nach der Hauptrunde 1956/57 stand der Verein auf Rang eins und qualifizierte sich als „Bayerischer Meister“ für die Aufstiegsrunde. In insgesamt vier Spielen trat der EVL gegen den SC Ziegelwies und gegen den TEV Miesbach an. Während die Begegnungen gegen Ziegelwies mit 4:0 und 5:3 gewonnen wurden, unterlag der EVL Miesbach im ersten Spiel mit 0:5 Toren. Im entscheidenden zweiten Spiel gegen die Oberbayern gewann die Mannschaft mit 3:1 und machte den Aufstieg in die erstklassige Oberliga perfekt.
- Für tabellarische Saisonübersichten mit Kader und Platzierung siehe: Saisonübersichten/1940er und 1950er

### Das neue Kunsteisstadion und Etablierung in der Eishockey-Bundesliga
| Saison  | Liga  | Klasse | Vorrunde | Endrunde   |
| ------- | ----- | ------ | -------- | ---------- |
| 1957/58 | OL    | I      | 5. Platz | 3. Platz ↓ |
| 1958/59 | OL    | I I    | 4. Platz | keine      |
| 1959/60 | OL    | I I    | 2. Platz | keine      |
| 1960/61 | OL    | I I    | 2. Platz | keine      |
| 1961/62 | OL    | I I    | 1. Platz | Meister ↑  |
| 1962/63 | OL    | I I    | 1. Platz | Meister ↑  |
| 1963/64 | 1. BL | I      | 5. Platz | 1. Platz ↓ |
| 1964/65 | 1. BL | I      | 6. Platz | 2. Platz ↓ |
| 1965/66 | 1. BL | I      | 8. Platz | 3. Platz ↓ |
| 1966/67 | 1. BL | I      | 3. Platz | 3. Platz ↑ |

↑ ↓ in der Auf-/Abstiegsrunde der jeweiligen Liga
Vor der ersten Spielzeit in der höchsten deutschen Spielklasse, der Eishockey-Oberliga 1957/58, wurden die Forderungen nach einem Kunsteisstadion immer lauter, da ein Natureisplatz in der ersten Liga nicht konkurrenzfähig war. Die Kommunalpolitik entschied sich trotz Bedenken gegen den Bau eines Hallenbades und favorisierte stattdessen die Errichtung einer Kunsteisfläche. Auch Bürgermeister Albin Lang warb um Spenden und in den Sommermonaten 1957 entstand aus der Natureisfläche am Gutenbergweg unter Mitwirkung von Spielern und Funktionären das „Städtische Eisstadion“, das zu diesem Zeitpunkt noch nicht geschlossen war. Am 10. November 1957 wurde die Kunsteisfläche gegen den EC Kitzbühel eingeweiht. Vor 5000 Zuschauern erreichte der Eislaufverein ein 4:4. Die ersten Torschützen im neuen Stadion waren Jaro Truntschka, Dieter Lang und Egmond Scheibenzuber. Mit den neuen Möglichkeiten stieg die Anzahl der Heimspiele von fünf im Vorjahr auf zwanzig. Erstmals begaben sich die Landshuter auch auf die internationale Ebene und spielten zum Beispiel gegen Blau-Weiss Zürich, den HC Bozen oder den HK Partizan Belgrad.
Auch die Nachwuchsausbildung rückte immer mehr in den Blickpunkt, mit Engelbert Holderied wurde der erste hauptamtliche Trainer verpflichtet. In der Oberliga-Spielzeit – Egmond Scheibenzuber wurde Top-Torschütze – wurde der Einzug in die Finalrunde verpasst, der Verein wurde Fünfter. Weitreichende Folgen hatte die Platzierung, da die Mannschaft damit auch die Qualifikation zur neu eingeführten Eishockey-Bundesliga 1958/59 verpasste und in der – nunmehr – zweitklassigen Oberliga verblieb. In der Folgesaison kam das Team auf den vierten Platz. In der Spielzeit 1959/60 stand erstmals Rudi Wagner hinter der Bande, mit dem der Aufstieg in die Bundesliga verwirklicht werden sollte. Der ESV Kaufbeuren gewann den Kampf um Platz eins und ließ die zweitplatzierten Landshuter mit leeren Händen zurück. Im folgenden Jahr erklomm der EVL schließlich die Tabellenspitze, scheiterte aber in zwei Relegationsspielen am Letzten der Eishockey-Bundesliga, dem TuS Eintracht Dortmund. Zuhause verlor die Mannschaft vor 8000 Zuschauern mit 0:1, auswärts mit 2:5. In der darauf folgenden Saison 1962/63 stand erneut der Meistertitel der Oberliga zu Buche. Der Gegner in der Relegation hieß wieder Dortmund. Diesmal gewann der Verein vor 9000 Landshuter Fans mit 4:2 und auswärts mit 5:4, was den Aufstieg in die Eishockey-Bundesliga bedeutete. Für diesen Erfolg zeichneten vor allem Trainer Rudi Wagner, Gerd Wagner, Jaro Truntschka, Erwin Kraus und zu guter Letzt der „Nachwuchssturm“, bestehend aus den 16-jährigen Spielern Alois Schloder, Heinz Zerres und Gerd Banholzer verantwortlich.
Ohne personelle Verstärkung begann der EV Landshut die erste Bundesliga-Saison 1963/64 und nach den Niederlagen in den ersten beiden Spielen in Kaufbeuren mit 5:8 und daheim gegen den Krefelder EV mit 1:4 auch als Abstiegskandidat. Mit einem 8:1 gegen den favorisierten Mannheimer ERC meldete sich das Team zurück. Gegen den späteren Meister EV Füssen wurde die Mannschaft auswärts mit 1:11 und auf eigenem Eis vor der Rekord-Kulisse von 10.000 Zuschauern mit 3:5 besiegt. Die Vorrunde wurde auf dem fünften Platz beendet, die anschließende Abstiegsrunde auf dem ersten Platz. Mit 12 Toren war Alois Schloder erfolgreichster Torschütze des Teams, das vor durchschnittlich 4750 Zuschauern auflief. Da die beiden Routiniers Jaro Truntschka und Walter Rauhmeier in der Folgezeit ihre Karriere beendeten, wurden zahlreiche junge Nachwuchskräfte in die erste Mannschaft einbezogen, dazu gehörten zum Beispiel Toni Steiger und Walter Glaser. Am Ende der Vorrunde 1964/65 stand der EVL auf dem sechsten Platz und erreichte punktgleich mit dem SC Riessersee den zweiten Platz der Abstiegsrunde. 1965 begann der Kontakt mit dem tschechoslowakischen Erstligisten HC Sparta Prag, Freundschaftsspiele fanden statt und es wurden Trainingslager in der jeweils anderen Stadt abgehalten. Die Verpflichtung von Vaclav Fryzek markierte den Beginn einer von Trainern aus der CSSR dominierten Landshuter Bundesligazeit. In der dritten Bundesligaspielzeit erreichte die Mannschaft nach der Vorrunde in der nunmehr zehn Teilnehmer umfassenden Bundesliga den achten Platz und belegte nach der Endrunde punktgleich mit dem Krefelder EV den dritten Rang. Heinz Zerres und Kurt Schloder trugen sich mit je 19 Toren in die Torschützenliste ein. Nach Dieter Lang wurden mit den Brüdern Kurt und Alois Schloder sowie Torhüter Sepp Schramm drei weitere Landshuter in die Nationalmannschaft berufen.
Im Spieljahr 1966/67 landete der Eislaufverein nach der Vorrunde punktgleich mit dem SC Riessersee auf Platz drei. Hatten die Landshuter vor zehn Jahren gegen die 1b-Mannschaft des SC Riessersee noch hohe Niederlagen einstecken müssen, entschied das Team das nun anstehende Platzierungsspiel um den Einzug in die Finalrunde mit 3:2 für sich. In der Meisterrunde war der EVL das einzige Team, das den späteren Meister Düsseldorfer EG bezwang, fand sich schlussendlich vor dem EV Füssen und durfte sich drittbeste Mannschaft Deutschlands nennen. Nach der Saison gab es immer stärkere Bestrebungen, das offene Stadion zu einer Halle auszubauen. Auf Drängen des späteren Landshuter Oberbürgermeisters Josef Deimer – damals Landtagsabgeordneter – bewilligte der Landtag finanzielle Zuschüsse. Kurz vor Beginn der anstehenden Saison wurde die Eissporthalle mit einem neuerlichen Freundschaftsspiel gegen Prag, das mit 1:4 verloren ging, eingeweiht.
- Für tabellarische Saisonübersichten mit Kader und Platzierung siehe: Saisonübersichten/1950er und 1960er

### Die Ära „Kühnhackl und Schloder“ und die beiden Meistertitel
| Saison  | Liga  | Vorrunde | Endrunde    |
| ------- | ----- | -------- | ----------- |
| 1967/68 | 1. BL | 3. Platz | 3. Platz ↑  |
| 1968/69 | 1. BL | 4. Platz | 1. Platz ↓  |
| 1969/70 | 1. BL | 1. Platz | Meister ↑   |
| 1970/71 | 1. BL | 4. Platz | keine       |
| 1971/72 | 1. BL | 5. Platz | keine       |
| 1972/73 | 1. BL | 3. Platz | keine       |
| 1973/74 | 1. BL | 2. Platz | Vizemeister |
| 1974/75 | 1. BL | 4. Platz | keine       |
| 1975/76 | 1. BL | 2. Platz | Vizemeister |
| 1976/77 | 1. BL | 6. Platz | 3. Platz ↑  |
| 1977/78 | 1. BL | 5. Platz | 5. Platz ↑  |
| 1978/79 | 1. BL | 8. Platz | 1. Platz ↓  |
| 1979/80 | 1. BL | 4. Platz | 4. Platz ↑  |

↑ ↓ in der Auf-/Abstiegsrunde der jeweiligen Liga
Für die Spielzeit 1967/68 musste sich der Verein nach einem neuen Trainer umsehen, da Vaclav Fryzek bereits die erlaubten drei Jahre im Ausland verbracht hatte. Weil bis kurz vor Saisonbeginn noch niemand in der engeren Auswahl war und wieder ein Trainer aus der CSSR verpflichtet werden sollte, wandte sich der EVL an Sparta Prag. Dessen Vereinsführung ließ den damaligen Trainer Karel Gut nach langen Verhandlungen schließlich in Richtung Isar ziehen. In seiner ersten Saison verteidigten die Landshuter den dritten Platz nach der Vorrunde erfolgreich und landeten hinter Füssen und Bad Tölz abermals auf dem dritten Rang. Alois Schloder erzielte als Top-Torschütze 23 Tore in 28 Spielen. Zur folgenden Spielzeit wurde erstmals der Einsatz eines ausländischen Spielers erlaubt: Der EVL verpflichtete den Tschechen Rudi Hejtmanek von Slavia Prag, außerdem lief ein weiterer Spieler ein erstes Mal für die Dreihelmenstädter auf: Erich Kühnhackl wanderte 1968 mit seinen Eltern aus dem tschechischen Sokolov nach Bayern ein. In Guts zweitem Jahr verpasste die Mannschaft mit dem vierten Platz in der Vorrunde die Qualifikation für die Meisterrunde, in der Relegation wurde der erste Rang erreicht. Torschützenkönig war abermals Alois Schloder (35 Tore), gefolgt von Neuzugang Rudi Hejtmanek mit 32 Toren.
In der Saison 1968/69 konnte der EVL den ersten Deutschen Eishockeypokal gewinnen. Das entscheidende Tor zum 2:1 gegen den SC Riessersee erzielte Erich Kühnhackl.
Nach dem ersten Platz in der Vorrunde der Saison 1969/70 und dem Gewinn der bayerischen Meisterschaft deutete bereits vieles darauf hin, dass dem EVL die bisher erfolgreichste Saison in der Vereinsgeschichte bevorstand. Am vorletzten Spieltag sorgte das Team durch einen 3:1-Sieg vorzeitig für klare Verhältnisse, gewann den deutschen Meistertitel und verwies nach zehn Siegen aus vierzehn Spielen die bayerische Konkurrenz aus Bad Tölz, Garmisch-Partenkirchen und Füssen auf die Plätze. Die Tore in der entscheidenden Begegnung schossen Alois Schloder (zweimal) und Rudi Hejtmanek. Die Eishockey-Euphorie in Landshut war groß, vier der 18 Heimpartien waren mit 10.000 Zuschauern ausverkauft, der durchschnittliche Besucherschnitt von 6750 Personen ist bis heute unerreicht. Dass die Junioren zur gleichen Zeit ebenfalls Deutscher Meister wurden, zeigte, dass Landshut ganz oben angekommen war. Nach der Saison musste Karel Gut, der „Vater der ersten Meisterschaft“, in die Tschechoslowakei zurückkehren.
Nachdem sich der Kader des EVL im Folgejahr kaum geändert hatte und Nachwuchstalente wie Klaus „Butzi“ Auhuber die Mannschaft ergänzten, erreichte sie unter Trainer Jaro Truntschka nur den vierten Platz. Verantwortlich war unter anderem eine Verletzungsmisere, die im Grunde zwei Spielzeiten umfasste, zeitweise waren acht Spieler nicht einsatzfähig. Im Europapokal 1970/71, für den die jeweiligen Landesmeister des Vorjahres qualifiziert waren, besiegte der Verein den SG Cortina mit 3:1 und 6:3, wurde jedoch wegen des Einsatzes eines nicht berechtigten Spielers vom Turnier disqualifiziert. Im Folgejahr landete die Truntschka-Truppe auf Rang fünf. Zwei der drei besten Scorer der Liga kamen aus Landshut: Alois Schloder mit 51 Punkten (29 Tore) und Erich Kühnhackl mit 43 Punkten (24 Tore). Ab der Saison 1972/73 musste unter anderem auf Stammspieler wie Sepp Schramm, der seine Karriere beendete, und Kurt Schloder, der zum Kölner EC wechselte, verzichtet werden. Nachdem der Trainer Mike Daski sieben Nachwuchsspieler in die Profimannschaft hatte einarbeiten müssen, rückte die Mannschaft in der Tabelle bis auf den dritten Rang vor. Ein Jahr später wurde der zweite Meistertitel knapp verpasst, als der Eislaufverein gegen Bad Tölz über ein 4:4 nicht hinauskam und der Berliner SC den ersten Platz belegte. Erich Kühnhackl war mit 76 Punkten bester Scorer der Liga. Mit einer verjüngten Truppe fanden sich die Landshuter unter Dany Smit nach der Saison 1974/75 auf dem vierten Rang wieder. Während der EVL gegen Kaufbeuren zweimal mit 10:1 gewann, verlor das Team in Krefeld mit 0:10, da wegen einer Grippewelle nur sechs Spieler verfügbar waren. Mit Bernhard Englbrecht und Gerd Truntschka stießen zur nächsten Spielzeit zwei zukünftige Eishockeygrößen zur Mannschaft, die – wie schon zwei Jahre zuvor – nur am Berliner SC scheiterte.
Nach der Saison sorgten Klaus Auhuber, Alois Schloder und Erich Kühnhackl mit der Nationalmannschaft für Furore, als sie bei den Olympischen Winterspielen 1976 die Bronzemedaille gewannen – der bis dahin größte Erfolg des deutschen Eishockeysports. Vor der nächsten Spielzeit wechselte Kühnhackl für die Rekordsumme von 650.000 Mark zum Kölner EC, der am Ende zum ersten Mal Meister wurde, während der EV Landshut die Vorrunde auf dem sechsten Rang abschloss und in der Finalrunde auf den dritten Platz kam. Top-Scorer für den EVL wurde der Schwede Claes-Ove Fjällby mit 61 Punkten. 1977/78 kamen die Landshuter sowohl in der Vor- als auch in der Finalrunde über den fünften Platz nicht hinaus. Einem Rückgang der Zuschauerzahlen versuchte die Vereinsführung mit einer hochkarätigen Mannschaft beizukommen. So wurde zur Saison 1978/79 František Pospíšil aus der CSSR verpflichtet, zehnfacher Medaillengewinner bei Weltmeisterschaften und dreifacher Medaillengewinner bei Olympischen Spielen. Neben dem Füssener Ex-Nationalspieler Horst Meindl befanden sich acht weitere Nationalspieler im Landshuter Team. Der Einzug in die Finalrunde wurde dennoch verpasst. Daraufhin sank der Zuschauerschnitt auf 1700 – kalkuliert wurde mit 4500. 1979/80 verpflichtete der Verein schließlich Jiří Kochta, Kühnhackl kehrte aus Köln zurück, während Gerd Truntschka nach eben dorthin wechselte. Der Zuschauerschnitt verbesserte sich wieder auf über 3600 und die beiden ligaweiten Top-Scorer, Erich Kühnhackl mit 155 Punkten und Jiří Kochta mit 144 Punkten, verhalfen dem EVL auf Platz vier.
| Saison  | Liga  | Vorrunde | Play-offs     |
| ------- | ----- | -------- | ------------- |
| 1980/81 | 1. BL | 5. Platz | Viertelfinale |
| 1981/82 | 1. BL | 1. Platz | Halbfinale    |
| 1982/83 | 1. BL | 1. Platz | Meister       |

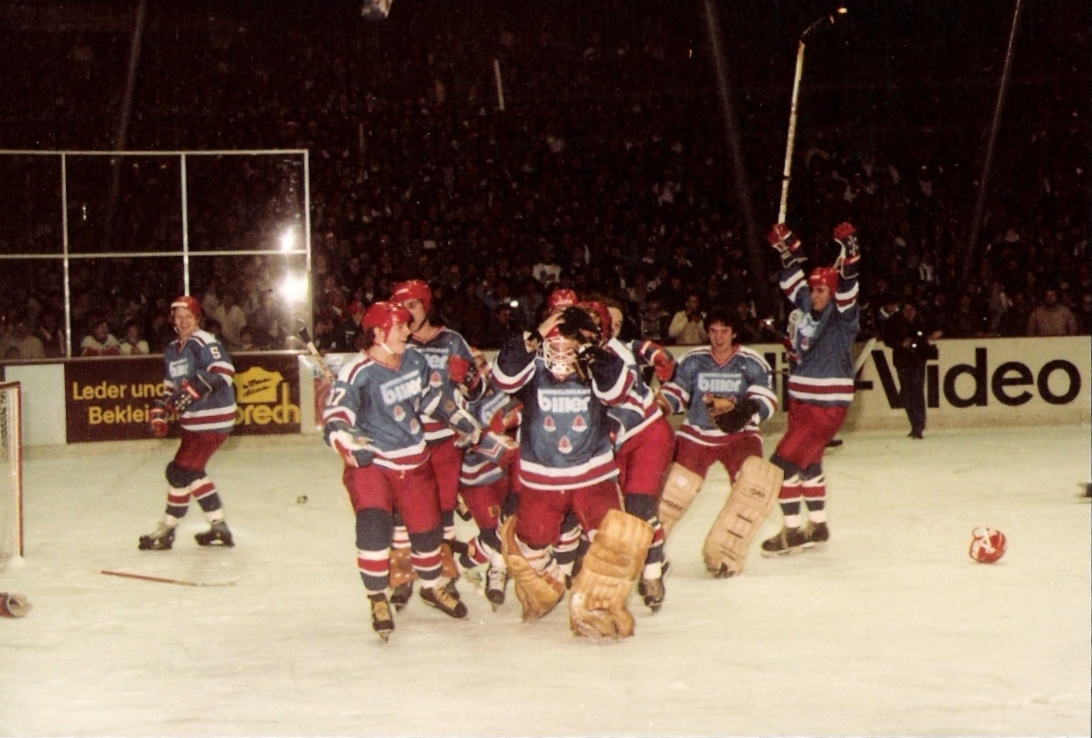
Landshuter Jubel nach dem Meisterschaftsgewinn

Nach zahlreichen Trainerwechseln kehrte der Trainer der Meistermannschaft 1970, Karel Gut, wieder zum EVL zurück und wollte innerhalb der nächsten drei Jahre Landshut wieder zu einem Titelaspiranten formen. In einer vom sogenannten Passfälscherskandal überschatteten Saison 1980/81 wurde das ausgegebene Ziel Play-off-Heimrecht verfehlt und der fünfte Rang belegt. Nach einem ersten, annullierten Viertelfinale gegen den Kölner EC schieden die Landshuter gegen den Berliner SC mit einem Sieg in dem nach Best-of-three-Modus durchgeführten Viertelfinale aus. Der Nachwuchs war erfolgreicher: Die Junioren- und Jugendmannschaft wurden jeweils Deutscher Meister, das Schüler-Team Vizemeister. Nach der Saison wurde das bis dahin vereinseigene Stadion an die Stadt Landshut verkauft, um den Verein finanziell auf solidere Beine zu stellen. Ein Großteil der Mannschaft des Folgejahres war unter 23 Jahre alt, dem gegenüber standen die erfahrenen Spieler Kühnhackl, Schloder und Auhuber. Außerdem verpflichtete der EVL die Laycock-Brüder Bob und Robin, die zuvor für Straubing antraten und mehrmals Top-Scorer der Liga wurden. Nach der Vorrunde belegte die Mannschaft vor dem Kölner EC Rang eins. Im Viertelfinale der Play-offs wurde Düsseldorf mit 6:2 und 5:2 besiegt. Im Halbfinale schließlich verlor das Team das erste Heimspiel gegen den Fünften SB Rosenheim mit 0:5. Trotz eines 6:2-Auswärtssieges ging kurz darauf das Heimspiel mit 3:4 an den späteren Meister Rosenheim. Die Play-off-Partien sahen jeweils 8500 Zuschauer. Die meisten Punkte sammelte Erich Kühnhackl (102 Punkte), während Helmut Steiger bester Torjäger des EVL war.
Auf große personelle Veränderungen zur neuen Saison wurde verzichtet, erstmals stießen jedoch Bernd Truntschka und Bernd Wagner zum Team. Nach der Vorrunde der Saison 1982/83 stand die Mannschaft einen Punkt vor dem Mannheimer ERC auf Platz eins. Im Viertelfinale wurde Düsseldorf mit 10:6 und 4:3 besiegt und Landshut zog ins Halbfinale ein, wo sie dem Kölner EC begegneten. Während die erste Begegnung mit 5:2 gewonnen wurde, meldete sich Köln darauf mit einem 13:3-Sieg zurück, bevor Landshut die beiden folgenden Partien mit 6:2 und 6:3 für sich entschied. Somit war der Einzug ins Finale gegen Mannheim erreicht. Nach einem knappen 2:1-Sieg musste das Team auswärts eine 2:8-Niederlage einstecken. Im dritten Spiel ging Landshut mit einem 6:4-Sieg wieder in Führung, bevor Michael Betz im vierten Spiel in Mannheim zwei Minuten vor Schluss den 5:4-Siegtreffer markierte und damit den zweiten Meistertitel an die Isar holte. Insgesamt war die Reihe der Laycock-Brüder und Betz für elf der fünfzehn Treffer im Finale verantwortlich. Bester Scorer wurde abermals Erich Kühnhackl mit 80 Punkten, Top-Torschütze war Helmut Steiger mit 45 Toren. Durchschnittlich besuchten über 4700 Zuschauer die Heimspiele des EVL. Nach der Saison hieß es für Karel Gut, der nun auch für den zweiten Titelgewinn verantwortlich war, erneut Abschied zu nehmen.
- Für tabellarische Saisonübersichten mit Kader und Platzierung siehe: Saisonübersichten/1960er, 1970er und 1980er

### Zeiten im Mittelfeld der Liga
| Saison  | Liga  | Vorrunde  | Play-offs     | Zuschauer ⌀ |
| ------- | ----- | --------- | ------------- | ----------- |
| 1983/84 | 1. BL | 4. Platz  | Vizemeister   | –           |
| 1984/85 | 1. BL | 4. Platz  | Viertelfinale | 3.633       |
| 1985/86 | 1. BL | 5. Platz  | Viertelfinale | 3.244       |
| 1986/87 | 1. BL | 8. Platz  | Viertelfinale | 3.367       |
| 1987/88 | 1. BL | 4. Platz  | Viertelfinale | 4.661       |
| 1988/89 | 1. BL | 8. Platz  | Viertelfinale | 3.228       |
| 1989/90 | 1. BL | 9. Platz  | 1. Platz ↓    | 3.810       |
| 1990/91 | 1. BL | 9. Platz  | 1. Runde ↓    | 4.300       |
| 1991/92 | 1. BL | 11. Platz | Abstieg ↓GT   | 3.680       |
| 1992/93 | 1. BL | 10. Platz | 1. Runde ↓    | 5.010       |
| 1993/94 | 1. BL | 4. Platz  | Viertelfinale | 5.404       |

↓ Platzierung in der Relegationsrunde
oder den Play-downs der jeweiligen
Liga GT Klassenerhalt am Grünen Tisch
Nach dem Abgang Karel Guts hatte zur Saison 1983/84 mit Jaroslaw Pitner wieder ein Trainer aus der CSSR das Sagen hinter der Bande. Mit Nachwuchstalenten wie Ewald Steiger und Joe Wasserek und den bekannten Routiniers erreichte der Verein in einem komplizierten Modus den ersten Rang der Abschlussgruppe A. Bester Scorer bis dahin wurde abermals Erich Kühnhackl mit 87 Punkten aus 42 Spielen. Im anschließenden Halbfinale bezwang die Mannschaft nach zwei Niederlagen den ESV Kaufbeuren mit drei Siegen in Folge. Im Finale unterlag das Team dem Kölner EC mit 2:3-Siegen und wurde Deutscher Vizemeister, der letzte größere Erfolg in den verbleibenden zehn Bundesliga-Spielzeiten. Beste Torschützen der Mannschaft waren Helmut Steiger mit 53 Toren vor seinem polnischen Kollegen Henryk Pytel mit einem Tor weniger. In der nächsten Saison gab Christian Brittig sein Debüt in der Seniorenmannschaft, der er bis 1992 treu blieb. Nach der Hauptrunde wurde, wie im Vorjahr, Rang vier erreicht. Im Viertelfinale trafen die Landshuter auf den ESV Kaufbeuren, der die Serie mit 3:1-Siegen für sich entschied.
In den kommenden vier Spielzeiten war Mittelmäßigkeit das wohl beste Schlagwort, um die Leistungen der Landshuter Kufenflitzer treffend zu beschreiben, es fehlten die finanziellen Mittel eines Großstadtclubs. Dabei wollte der EV Landshut mit der Verpflichtung des finnischen Nationalspielers Matti Hagman, der zuvor unter anderem für die Boston Bruins und die Edmonton Oilers aus der NHL aufgelaufen war, wieder länger um die Meisterschaft mitspielen. Zur Saison 1985/86 begann Andreas Lupzig seine Profikarriere beim EV Landshut, für den er bis 1989 spielte. In seinem einjährigen Gastspiel in Landshut wurde Hagman mit 74 Punkten drittbester Scorer der Liga. Nach dem fünften Platz in der Vorrunde schied das Team unter Trainer Rudolf Sindelar gegen den ECD Iserlohn mit 0:3-Siegen im Viertelfinale aus. In der folgenden Spielzeit erreichte die Mannschaft nur den achten Rang und schied im Viertelfinale gegen den SB Rosenheim nach einem Sieg aus vier Begegnungen aus. Beste Torschützen wurden Tom Roulston mit 23 und Jiří Poner mit 19 Treffern. Im folgenden Jahr kam der spätere Trainer Tobias Abstreiter, ein Jahr später Günter Oswald zur Mannschaft. Die Saison 1987/88 wurde mit einem Platz unter den besten vier abgeschlossen und endete im Viertelfinale gegen die Düsseldorfer EG. Der US-Amerikaner Tom O’Regan schoss 31 Tore. In der folgenden Spielzeit beendete Erich Kühnhackl seine Profikarriere und wurde mit 59 Punkten das letzte Mal bester Scorer der Landshuter. Der EVL kam nicht über den achten Platz nach der Vorrunde hinaus.
Beim EVL hatten sich inzwischen 2,7 Mio. Mark Schulden angehäuft, deshalb musste die Vereinsführung in der Folgezeit auf größere Investitionen verzichten. Der langjährige Vereinspräsident Rudolf Gandorfer prophezeite zu diesem Zeitpunkt einen Niedergang der verbliebenen bayerischen Traditionsvereine Kaufbeuren und Landshut – Füssen und Riessersee hatten sich zuvor aus der ersten Liga verabschiedet. Da die Ausbildung eines Eishockeyspielers den EVL ungefähr 220.000 Mark koste, die Talente jedoch meist von anderen Vereinen aufgekauft wurden, verlangte Gandorfer vergeblich unter anderem höhere Ablösesummen. In der Saison 1989/90 verfehlten die Landshuter erstmals den Einzug in die Play-offs, hielten sich jedoch als Neunter in der Relegationsrunde auf Platz eins. Bester Scorer wurde Craig Laughlin mit 47 Punkten. Auch in der folgenden Spielzeit erreichte die Mannschaft Platz neun und setzte sich in der ersten Play-down-Runde gegen den EHC Dynamo Berlin mit 4:1-Siegen durch. Die folgende Spielzeit war ein Tiefpunkt in der Geschichte des EVL. Gegen Ende der Vorrunde befand sich die Mannschaft auf dem vorletzten Rang und unterlag in der ersten Play-down-Runde dem ESV Kaufbeuren mit 1:4-Siegen. In der zweiten Runde um den direkten Abstieg gegen Weißwasser verloren die Landshuter die Best-of-five-Serie, was zum Abstieg in die 2. Bundesliga führte. Da sich jedoch der SB Rosenheim aus finanziellen Gründen zum Ende der Saison zurückzog und Weißwasser die Lizenz verweigert wurde, hielten die Dreihelmenstädter die Klasse. In der Folgesaison musste das Team mit dem zehnten Rang erneut in den Play-downs antreten, in welchen diesmal sportlich die Klasse gehalten wurde, nachdem sich der Verein mit 4:2-Siegen gegen den EHC Freiburg durchgesetzt hatte.
Infolge des vermiedenen Abstiegs änderten die EVL-Verantwortlichen ihre Strategie und investierten in den neuen Trainer Bernie Johnston und mehrere Spieler. Die Mannschaft schied nach einem vierten Vorrundenplatz im Viertelfinale gegen Köln mit 3:4-Siegen aus.
- Für tabellarische Saisonübersichten mit Kader und Platzierung siehe: Saisonübersichten/1980er und 1990er

### Der EV Landshut in der DEL: Von der Vizemeisterschaft bis zum Lizenzverkauf
| Saison  | Liga | Vorrunde | Play-offs     | Zuschauer ⌀ |
| ------- | ---- | -------- | ------------- | ----------- |
| 1994/95 | DEL  | 2. Platz | Vizemeister   | 5.355       |
| 1995/96 | DEL  | 4. Platz | Halbfinale    | 4.358       |
| 1996/97 | DEL  | 7. Platz | Halbfinale    | 4.152       |
| 1997/98 | DEL  | 3. Platz | Halbfinale    | 4.035       |
| 1998/99 | DEL  | 6. Platz | Viertelfinale | 3.346       |

Die neu gegründete Deutsche Eishockey Liga war die erste selbstverwaltete Profiliga Deutschlands. Die qualifizierten Vereine lagerten ihre Profimannschaften für die Aufnahme des Spielbetriebs in eine Kapitalgesellschaft aus. Aus diesem Grund wurde die Cannibals Eissport GmbH ins Leben gerufen, die in den folgenden Jahren für das Profiteam verantwortlich war und Inhaber der DEL-Lizenz war. Seit Mitte der 1990er-Jahre trug die Erste Mannschaft aus Marketing-Gründen den Beinamen „Cannibals“.

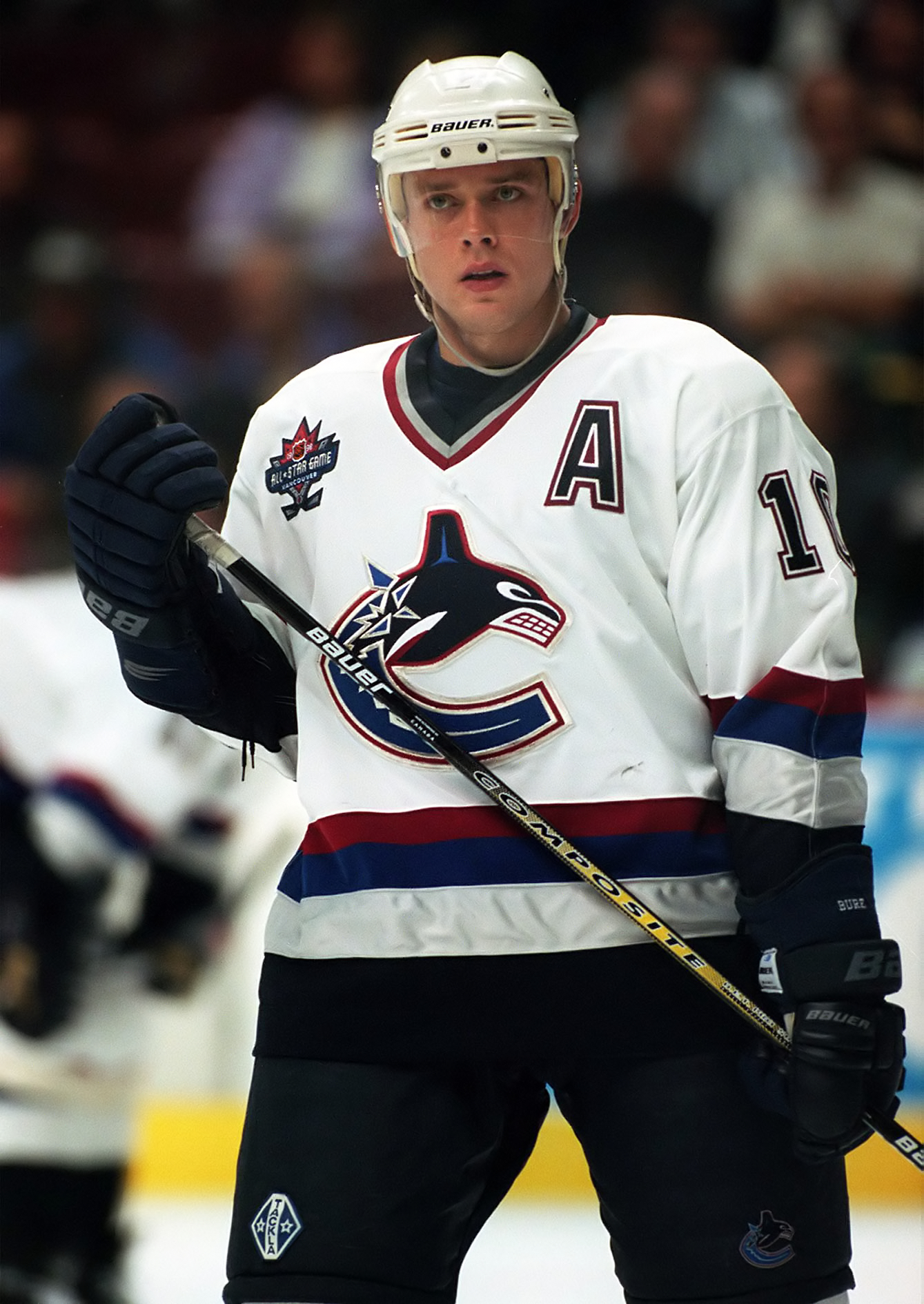
Pawel Bure beim EVL: Ein Spiel, drei Tore

In der ersten DEL-Spielzeit konnte Trainer Bernie Johnston auf den gleichen Spielerstamm wie aus dem Vorjahr zurückgreifen. Außerdem wurde der ehemalige NHL-Stürmer Wally Schreiber vom Ligakonkurrenten EC Hedos München verpflichtet. Während der Saison profitierte das Team in besonderem Maße vom Lockout in der NHL, als mit Pawel Bure, Scott Young und Uwe Krupp kurzzeitig drei Akteure in der Dreihelmenstadt aufliefen. Beim einzigen Auftritt von Bure im Landshuter Dress gegen die Eisbären Berlin erzielte „The Russian Rocket“ drei Tore. Da seine Nummer zehn bei den Cannibals bereits vergeben war, spielte er mit Rückennummer „01“. Nach der Vorrunde belegte die Mannschaft hinter dem BSC Preussen Rang zwei. Im Play-off-Achtelfinale besiegten die Cannibals die ESG Sachsen Weißwasser mit einem Sweep, bevor die Kassel Huskies im Viertelfinale auf die gleiche Weise bezwungen wurden. Auch das Halbfinale gegen den Krefelder EV entschieden die Landshuter nach einem 0:2-Rückstand mit 3:2 für sich. In der Finalserie hieß der Gegner Köln, die Serie war bis zum letzten Spiel ausgeglichen, ehe das Team daheim mit 0:4 verlor und damit den dritten Meistertitel nach 1970 und 1983 verpasste. Beste Torschützen waren Wally Schreiber mit 38 Treffern und Mike Bullard mit 39 Treffern, der damit ligaweit ganz oben stand.

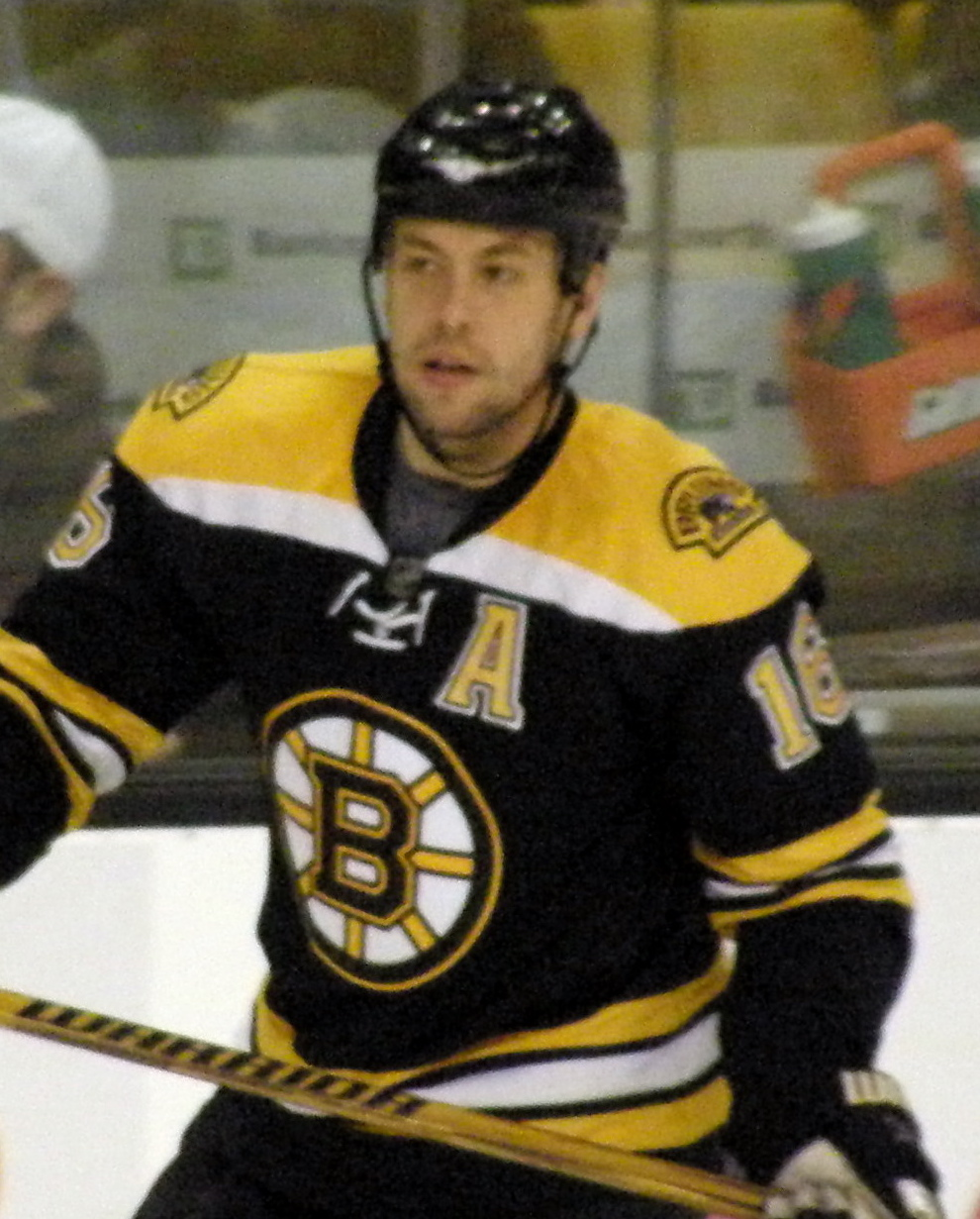
Sturm im Trikot der Boston Bruins

Die Folgesaison schlossen die Landshuter auf Rang vier ab, im Achtelfinale wurden die Starbulls Rosenheim in vier Spielen besiegt, während die Mannschaft die Adler Mannheim mit einem Sweep bezwang. Im Halbfinale beendeten abermals die Kölner Haie höhere Ambitionen des EVL. Daran konnten auch die beiden Toptorschützen José Charbonneau (42 Tore) und Mike Bullard (35 Tore) nichts ändern. Marco Sturm brachte es in seiner ersten Profisaison auf zwölf Tore. Der Zuschauerschnitt lag in dieser Spielzeit bei 4300, nachdem im Vorjahr noch durchschnittlich über 5300 Menschen ins Stadion am Gutenbergweg gepilgert waren. Nach weitreichenden Modusänderungen erreichte der EVL in der Saison 1996/97 über die Relegationsrunde den Einzug in die Play-offs. Diesmal stand das Team im Viertelfinale den Kölnern gegenüber. Schieden die Cannibals in den letzten beiden Jahren jeweils gegen die Domstädter aus, wurde die Serie diesmal in vier Spielen gewonnen. Die Euphorie währte jedoch nur kurz, denn die Adler Mannheim entschieden im Halbfinale alle Begegnungen für sich. Gino Cavallini traf mit 28 Toren am häufigsten für den EVL, dahinter rangierte Mike Bullard. In der nächsten Saison wurden mit dem sechsten Platz direkt die Play-offs erreicht. Die Mannschaft wiederholte die Sensation des Vorjahres, indem die Kölner Haie besiegt wurden, diesmal ohne Niederlage. Im Halbfinale war erneut Endstation, gegen die Eisbären Berlin wurde kein Spiel gewonnen. Der für diese Saison direkt aus der NHL verpflichtete Dave McLlwain wurde vor Wally Schreiber bester Torschütze mit 21 Treffern.
Mit dem Ziel, die dritte deutsche Meisterschaft zu erringen, entstand zur Saison 1998/99 unter Chris Valentine ein hochkarätiger Kader, zu dem Dean Evason, Jari Korpisalo, Evan Marble, Jason Herter, David Bruce, Mike Casselman, Peter Douris und Bob Joyce neu hinzukamen. Am Ende der Vorrunde erreichten die Landshuter den sechsten Platz. Die Mannschaft unterlag in den Play-offs im Viertelfinale gegen den späteren Meister Adler Mannheim ohne einen Sieg. Doch damit nicht genug: Mittlerweile hatten sich beim Landshuter Bundesligisten gut zehn Millionen Mark Schulden angehäuft und am 12. Mai 1999 wurde schließlich bekannt gegeben, dass sich die Vereinsführung nicht in der Lage sah, den kommenden Etat zu schultern und sich daher aus der DEL zurückziehen sollte. Für zwei Millionen Mark übernahm die US-amerikanische Anschutz Entertainment Group um den Milliardär Philip F. Anschutz die Landshuter Lizenz samt Kapitalgesellschaft Cannibals Eissport GmbH, die in „MEC Münchener Eishockey Club GmbH“ umbenannt wurde und als Profimannschaft München Barons nach München verlegt wurde, drei Jahre später erfolgte die erneute Umbenennung in Hamburg Freezers und der Umzug nach Hamburg. Innerhalb eines drei Jahre gültigen Kooperationsvertrags blieb der EV Landshut der benötigte Stammverein der Kapitalgesellschaft und erhielt im Gegenzug 350.000 Mark Nachwuchsförderung pro Jahr. Der Vertrag bestimmte auch, dass die Dreihelmenstädter in dieser Zeit mindestens zwei Ligen unterhalb der Barons antreten mussten. Nach 36 Jahren Erstklassigkeit erfolgte der Gang in die drittklassige Oberliga-Süd.
- Für tabellarische Saisonübersichten mit Kader und Platzierung siehe: Saisonübersichten/1990er

### Der Neubeginn in der Oberliga
| Saison  | Liga | Klasse | Vorrunde | Play-offs     | Zuschauer ⌀ |
| ------- | ---- | ------ | -------- | ------------- | ----------- |
| 1999/00 | OL   | I I I  | 2. Platz | Meister       | 1.750       |
| 2000/01 | OL   | I I I  | 7. Platz | Viertelfinale | 1.273       |
| 2001/02 | OL   | I I I  | 1. Platz | Meister       | 1.548       |

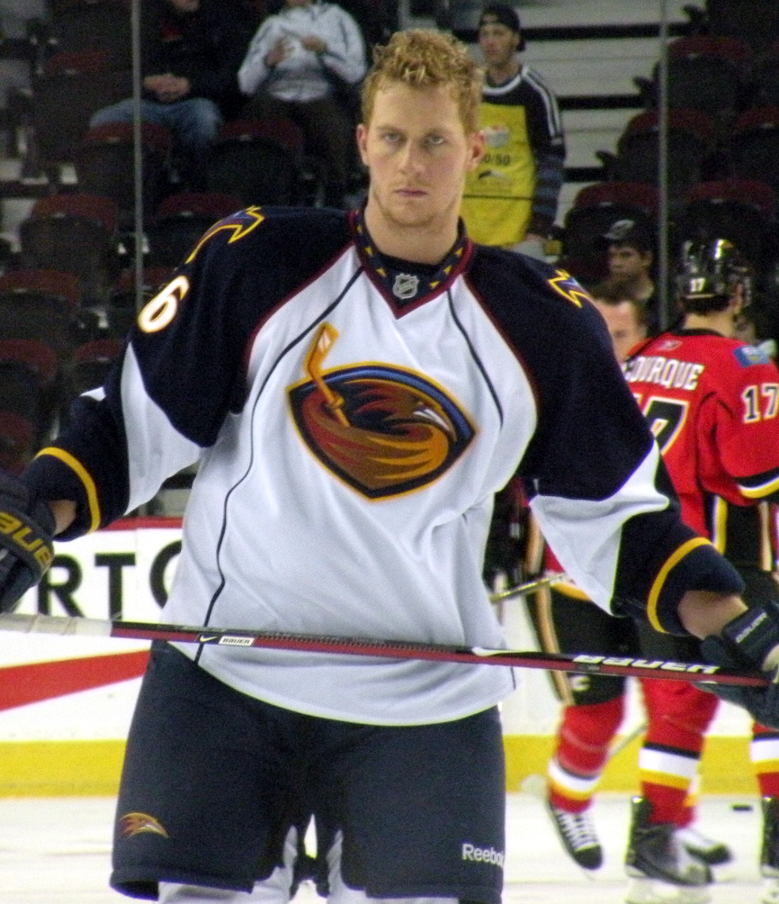
Der spätere NHL-Spieler Christoph Schubert verbrachte seine erste Profisaison 1999/2000 beim EVL

Mit der Lizenz und der Kapitalgesellschaft wechselte auch ein großer Teil der Spieler nach München. Dazu gehörten auch Christian Künast, Jörg Handrick und Markus Jocher sowie fast die gesamte „Ausländerfraktion“ um Jason Herter, Chris Luongo, Mike Casselman, Peter Douris, Bob Joyce, Johan Rosén und Jari Korpisalo. In der ersten Oberliga-Saison – der Verein war nun auch wieder für die Profimannschaft zuständig – stand zu Beginn Michael Eibl hinter der Bande, bevor dieser noch im Laufe des Jahres seinen Platz für Gary Clark räumte. Für die folgende Zeit setzte die Vereinsführung wieder vermehrt auf eigene Nachwuchsspieler, so wurden zum Beispiel Matthias Wittmann, Markus Hundhammer, Christoph Schubert und Dominik Hammer eingebunden. Vom tschechischen Erstligisten HC České Budějovice wurde der Verteidiger Kamil Ťoupal verpflichtet. Stand das Team nach der Vorrunde in der Oberliga-Süd noch auf Rang sechs, erreichten die Landshuter nach der Qualifikationsrunde hinter Straubing Platz zwei. Nach Play-off-Siegen gegen den EHC Wolfsburg und den TSV Erding hatte sich die Mannschaft sportlich für die 2. Bundesliga qualifiziert, auf den Aufstieg wurde wegen des gültigen Kooperationsvertrags mit den München Barons jedoch verzichtet.
In der folgenden Spielzeit lief Bernd Truntschka noch einmal für Landshut auf. Die Vorrunde wurde auf dem siebten Rang beendet. Im Viertelfinale der Play-offs wurde gegen den EV Duisburg kein Spiel gewonnen und die Mannschaft schied vorzeitig aus. Bester Torschütze war David Bruk mit 24 Treffern. Der Zuschauerschnitt erreichte in dieser Saison einen Tiefststand – durchschnittlich wollten knapp 1300 Menschen die Heimspiele des EV Landshut sehen.
Ein Jahr später wurde der Ex-Torhüter Bernie Englbrecht als Trainer verpflichtet. Wirtschaftlich lief es in diesem Jahr nicht zufriedenstellend: Zuerst entließ sich der neue Geschäftsführer und Manager des Vereins, Bernd Truntschka zu Beginn der Saison aus finanziellen Gründen selbst und arbeitete in der Folgezeit ehrenamtlich für den EVL. Nachdem sich immer neue Finanzlöcher aufgetan hatten und der Verein aus DEL-Zeiten immer noch in Millionenhöhe verschuldet gewesen war, wurde während der Saison ein Insolvenzantrag gestellt, der Spielbetrieb wurde fortgeführt. Sportlich zeigten sich die Dreihelmenstädter dagegen von einer anderen Seite. Unter Englbrecht erreichte die Mannschaft mit vierzehn Punkten Vorsprung Platz eins der Tabelle. Im Play-off-Halbfinale setzte sich der Verein mit einem Sweep gegen die Erding Jets durch und entschied auch das Finale gegen die Dresdner Eislöwen ohne Niederlage für sich. Damit wurde der EV Landshut zum zweiten Mal in drei Jahren Oberliga-Meister und realisierte diesmal schließlich den Aufstieg in die 2. Bundesliga. Den Erfolg komplettierten schlussendlich die beiden Siege im Prestige-Duell gegen Mitaufsteiger ESV Kaufbeuren.
- Für tabellarische Saisonübersichten mit Kader und Platzierung siehe: Saisonübersichten/1990er und 2000er

### Der Weg zur Zweitligameisterschaft
| Saison  | Liga  | Vorrunde | Play-offs     | Zuschauer ⌀ |
| ------- | ----- | -------- | ------------- | ----------- |
| 2002/03 | 2. BL | 4. Platz | Halbfinale    | 2.699       |
| 2003/04 | 2. BL | 4. Platz | Vizemeister   | 3.129       |
| 2004/05 | 2. BL | 6. Platz | Viertelfinale | 2.621       |
| 2005/06 | 2. BL | 2. Platz | Viertelfinale | 2.677       |
| 2006/07 | 2. BL | 5. Platz | Halbfinale    | 2.455       |
| 2007/08 | 2. BL | 2. Platz | Vizemeister   | 2.665       |
| 2008/09 | 2. BL | 6. Platz | Viertelfinale | 2.090       |
| 2009/10 | 2. BL | 5. Platz | Viertelfinale | 2.264       |
| 2010/11 | 2. BL | 8. Platz | Viertelfinale | 2.005       |
| 2011/12 | 2. BL | 1. Platz | Meister       | 2.775       |
| 2012/13 | 2. BL | 3. Platz | Viertelfinale | 2.223       |

Im Zuge des vorangegangenen Insolvenzantrages wurde am 28. Januar 2002 der Spielbetrieb der ersten Mannschaft in die Landshuter Eishockey Spielbetriebs-GmbH ausgelagert. Mit dem Aufstieg in die 2. Bundesliga war die LES-GmbH mit Bernd Truntschka als Geschäftsführer weiterhin für die Profimannschaft zuständig, die ab diesem Zeitpunkt unter dem Namen „Landshut Cannibals“ auflief. Noch im September 2002 wurde der Insolvenzplan von den Gläubigern angenommen und im folgenden Jahr wurde die letzte Rate des Planes gezahlt. In sportlicher Hinsicht wurde die Saison nach dem vierten Vorrundenplatz im Play-off-Halbfinale beendet, in dem gegen den SC Riessersee mit 3:2-Siegen verloren wurde. Erfolgreichster Torschütze in der ersten Zweitligasaison wurde Christian Brittig mit 20 Treffern.
In der folgenden Saison setzten sich die Cannibals in den Play-offs mit 3:1-Siegen zuerst gegen den EV Duisburg durch, bevor die Mannschaft das Halbfinale gegen den EC Bad Nauheim im letzten Spiel mit 3:2 nach Penaltyschießen für sich entschied. Im Finale mussten sich die Landshuter dem späteren Aufsteiger EHC Wolfsburg geschlagen geben und wurden Vizemeister. Bester Torschütze war Markus Welz mit 25 Treffern. Die Heimspiele der Landshuter wurden im Schnitt von 2622 Zuschauern besucht. Am 2. März 2004 wurde das Insolvenzverfahren schließlich durch das Amtsgericht Landshut abgeschlossen.

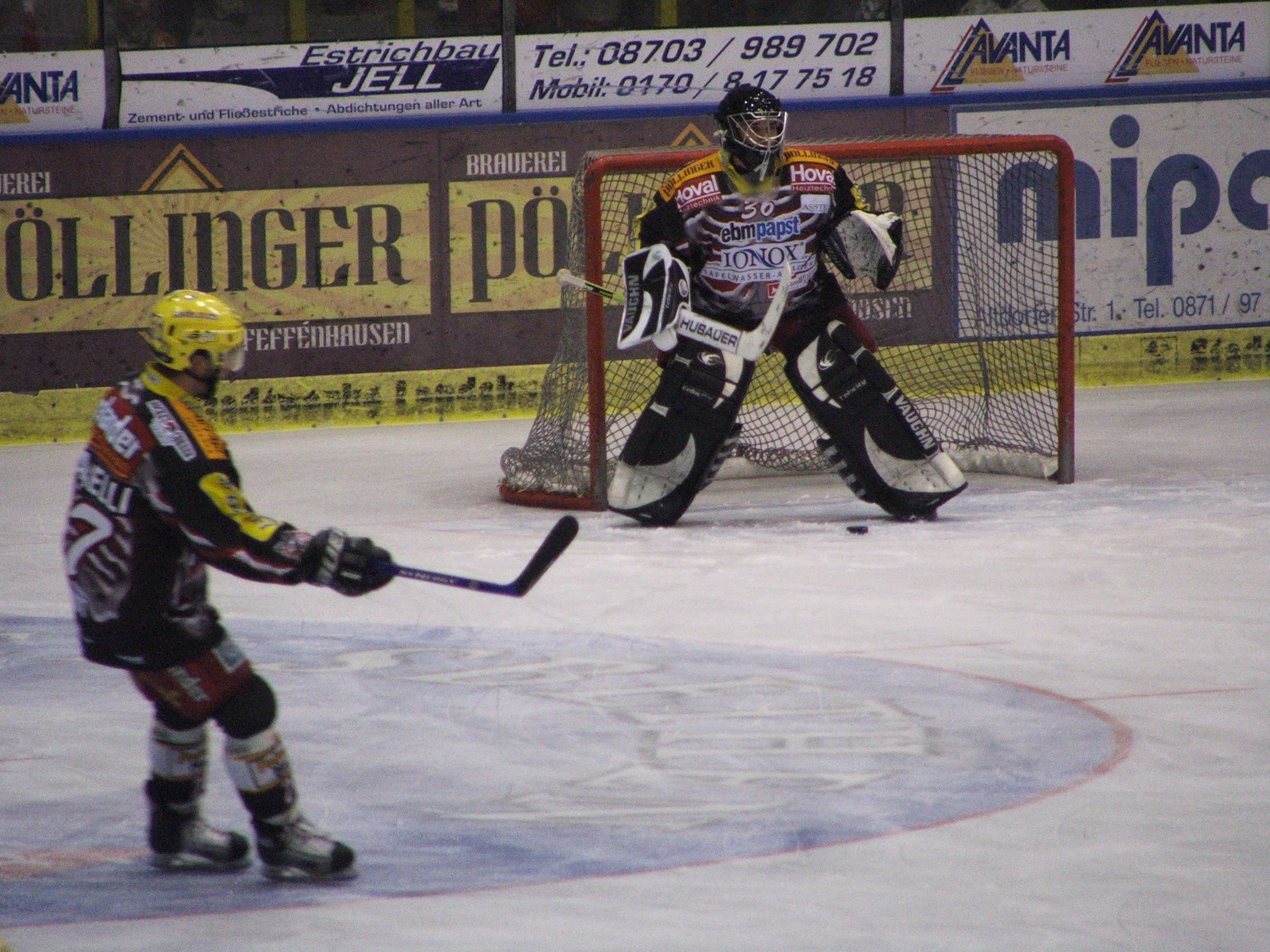
Stefan Horneber und T. J. Guidarelli in den Play-offs 2007

In der Spielzeit 2004/05, der letzten mit Bernie Englbrecht als Trainer, wurde mit dem sechsten Rang die Play-off-Qualifikation erreicht. Die Mannschaft verlor die Viertelfinal-Serie gegen die Eisbären Regensburg mit nur einem Sieg. Beste Torschützen waren Bobby Brown und Thomas Daffner mit jeweils 15 Treffern. Letzterer führte auch im Folgejahr die Liste an, diesmal mit 32 Treffern. Unter Trainer Daniel Naud verstärkte sich das Team 2005/06 auf der Torhüterposition mit Martin Cinibulk. Der ebenfalls neu zum Kader gestoßene Brandon Dietrich wurde zweitbester Torschütze mit 28 Treffern. Nach dem zweiten Platz nach der Vorrunde unterlagen die Landshuter den Dresdner Eislöwen in einer über sieben Spiele gehenden Viertelfinal-Serie. In der Folgesaison zogen die Cannibals gegen die Schwenninger Wild Wings, die mit 4:1-Siegen bezwungen wurden, in das Play-off-Halbfinale ein. Hier beendete der spätere Aufsteiger Wolfsburg ein zweites Mal eine Landshuter Play-off-Saison.
In der folgenden Spielzeit verpflichtete Trainer Andreas Brockmann unter anderem Brent Walton, Brandon Dietrich und Peter Abstreiter (Top-Torschütze mit 36 Treffern). Dabei wurden die meisten Stammkräfte um die tschechischstämmigen Spieler Martin Cinibulk und Kamil Ťoupal und die Deutschen Markus Welz, Markus Hundhammer, Andreas Geipel, Thomas Daffner und Anton Prommersberger gehalten. Der zweite Platz nach der Vorrunde hinter „Ligakrösus“ Kassel Huskies machte Hoffnung auf eine erfolgreiche Play-off-Runde. Im Viertelfinale gewann die Mannschaft gegen die Bietigheim Steelers mit 4:1-Siegen, im Halbfinale wurden die Heilbronner Falken ohne Niederlage bezwungen. Das ungleiche Final-Duell – die Kassel Huskies verfügten über einen mehr als doppelt so hohen Etat wie Landshut – wurde spannender als erwartet: Erst in der Verlängerung des fünften Spiels setzte ein Tor von Drew Bannister den Landshuter Aufstiegsträumen ein Ende.
In der folgenden Saison musste der Gürtel finanziell wieder enger geschnallt werden. Neuer Trainer wurde Mike Bullard, bevor er während der Saison durch das Interimsgespann um Ewald Steiger und Günter Oswald abgelöst wurde. Der Neuzugang Ben Cottreau wurde mit 59 Punkten bester Scorer. Der sechzehnjährige Tom Kühnhackl, jüngster Sohn der Eishockeylegende Erich Kühnhackl, brachte es auf 21 Punkte. Nach der Vorrunde fand sich das Team auf dem fünften Platz wieder. Diesmal war im Viertelfinale gegen den EV Ravensburg Schluss. Für die Spielzeit 2009/10 wurden die Abstreiter-Brüder Tobias (als Trainer) und Peter (als Stürmer) verpflichtet. Trotz schwachem Beginn und mehreren Spielerwechseln fand sich die Truppe nach der Vorrunde auf Rang fünf wieder und sorgte zunehmend mit dem „Nachwuchssturm“ um Tobias Rieder, Tom Kühnhackl und Maximilian Forster für Furore, der jedoch das Viertelfinal-Aus gegen die Bietigheim Steelers nicht verhindern konnte. Nach einem erneut enttäuschenden Start in die Saison 2010/11 erreichte die Mannschaft um Topscorer Ty Morris (48 Punkte) trotz einer Aufholjagd mit 12 gewonnenen Heimspielen in Serie nur den achten Rang. Das Team unterlag im Viertelfinale der Play-offs gegen die Ravensburg Towerstars ohne Sieg und konnte nicht an den Titelgewinn der Juniorenmannschaft in der DNL anknüpfen.
Die Saison 2011/12 markierte das Ende einer Ära: Sowohl die bisherigen Gesellschafter, als auch der langjährige Geschäftsführer Bernd Truntschka kündigten ihren Rückzug an. Bereits im Herbst 2011 wurde Rainer Beck als zukünftiger Gesellschafter vorgestellt und damit der Profi-Standort Landshut gesichert. Das Saisonziel, an den Play-offs teilnehmen zu können, wurde mehr als übertroffen: Unter der Führung des neuen Trainers Jiří Ehrenberger erreichten die Kannibalen nach der Hauptrunde den ersten Rang. Im gut harmonierenden Team war besonders die „Tschechen-Reihe“ um Jaroslav Kracík (Top-Scorer mit 51 Punkten), František Mrázek und Martin Davídek hervorzuheben. In den Play-offs lief Bill Trew zu Hochform auf – er erreichte 27 Punkte – und hatte maßgeblichen Anteil an den beiden Sweeps gegen die Hannover Indians im Viertelfinale und den „Angstgegner“ der letzten Saisons, den Ravensburg Towerstars, im Halbfinale. Zum ersten Mal in der Zweitligazeit der Landshut Cannibals stand man als Favorit im Play-off-Finale. Tat sich die Mannschaft in den ersten Partien gegen den Erzrivalen Starbulls Rosenheim noch schwer, entschied sie die Serie schließlich mit vier zu zwei Siegen für sich und feierte auf Rosenheimer Eis die erste Meisterschaft seit dem Oberliga-Finale 2002.
Vor der Saison 2012/13 wurde ein neues Mannschaftslogo präsentiert. Nach der Hauptrunde waren die Cannibals auf Rang drei zu finden, allerdings schieden sie bereits im Play-off-Viertelfinale bei der Neuauflage des Finales von 2012 gegen die Starbulls Rosenheim mit 2:4 aus. Als amtierender Zweitligameister nahm das Team während der Saison am IIHF Continental Cup teil. Dort war man für die 2. Runde gesetzt. Die Cannibals gewannen die Gruppe B und setzten sich dabei gegen die Belfast Giants, Ruijters Eaters Geleen und den HSC Csíkszereda durch, bevor sie in der dritten Runde sieglos gegen den HC Bozen, Toros Neftekamsk und Herning Blue Fox ausschieden.
- Für tabellarische Saisonübersichten mit Kader und Platzierung siehe: Saisonübersichten/2000er und Saisonübersichten/2010er

### Rückkehr zum Namen EV Landshut
| Saison  | Liga | Vorrunde | Play-offs  | Zuschauer ⌀ |
| ------- | ---- | -------- | ---------- | ----------- |
| 2013/14 | DEL2 | 5. Platz | Halbfinale | 2.749       |
| 2014/15 | DEL2 | 6. Platz | Halbfinale | 3.367       |

Logo der LES GmbH seit 2013

Ab der Saison 2013/14 verzichtete die LES GmbH auf den Beinamen „Cannibals“. Ein überarbeitetes Sponsorenkonzept und eine noch stärkere Kooperation mit dem Stammverein wurden überwiegend positiv aufgenommen. Aus markenrechtlichen Gründen verzichtete die LES GmbH auf den Begriff Eislauf„verein“ und firmierte als „EVL Landshut Eishockey“. Außerdem wurde ein abgewandeltes Logo eingeführt. Trotz eines erfolgreichen Starts in die neu gegründete DEL2 mit elf Heimsiegen in Folge wurde die Vorrunde auf dem fünften Rang beendet. In den Play-offs drehte die Mannschaft, die seit Februar mit Andreas Brockmann an der Bande auflief, einen 3:1-Rückstand gegen die Ravensburg Towerstars und zog erst in der siebten Begegnung des Halbfinales gegen die Fischtown Pinguins den Kürzeren.
Die Saison 2014/15 startete durchwachsen mit zwölf Siegen und 14 Niederlagen. Außerdem musste der Verein ab Dezember 2014 aus gesundheitlichen Gründen auf seinen Cheftrainer verzichten. Die Nachfolge trat zunächst der bisherige Co-Trainer Ewald Steiger an. Im Januar 2015 wurde Anton Krinner als Cheftrainer unter Vertrag genommen. Unter seiner Führung qualifizierte sich die Mannschaft direkt für die Play-offs, wo diese sich im Halbfinale den Bietigheim Steelers geschlagen geben musste.

### Neubeginn in der Oberliga und Wiederaufstieg
| Saison  | Liga | Klasse | Vorrunde  | Play-offs     | Zuschauer ⌀ |
| ------- | ---- | ------ | --------- | ------------- | ----------- |
| 2015/16 | OL   | I I I  | 4. Platz  | Viertelfinale | 2.609       |
| 2016/17 | OL   | I I I  | 8. Platz  | Achtelfinale  | 1.648       |
| 2017/18 | OL   | I I I  | 4. Platz  | Achtelfinale  | 2.475       |
| 2018/19 | OL   | I I I  | 2. Platz  | Meister       | 2.639       |
| 2019/20 | DEL2 | I I    | 14. Platz | –             | 2.990       |
| 2020/21 | DEL2 | I I    | 11. Platz | –             | –           |
| 2021/22 | DEL2 | I I    | 10. Platz | Pre–PO        | 1.002       |
| 2022/23 | DEL2 | I I    | 7. Platz  | Viertelfinale | 3.077       |
| 2023/24 | DEL2 | I I    | 4. Platz  | Viertelfinale | 3.292       |
| 2024/25 | DEL2 | I I    | 6. Platz  | Viertelfinale | 3.808       |

Die Saison 2015/16 begann für den EV Landshut sehr negativ, da überraschend die Lizenz für die DEL2 wegen fehlender Wirtschaftlichkeit verweigert wurde. Der Verein ging deshalb ab der Saison 2015/16 in der Oberliga Süd an den Start. Anschließend wurde bekannt, dass der bisherige Alleingesellschafter Rainer Beck der LES GmbH notariell seine Anteile zurückgegeben hatte und neben einem Verzicht auf alle Darlehen der LES GmbH neues Kapital zur Verfügung stellte.
Seit der Saison 2015/16 tritt der EVL wieder unter dem Namen EV Landshut an. Die erste Saison in der Oberliga schloss der EVL auf dem vierten Platz ab. In den Play-offs war gegen die Tilburg Trappers aus den Niederlanden Schluss. In der Saison 2018/19 belegten die Landshuter den zweiten Platz in der Hauptrunde. Nach einer erfolgreichen Play-off-Phase gewann der EVL die Oberliga-Meisterschaft und stieg damit sportlich wieder in die DEL2 auf.
Die ersten Jahre nach der Rückkehr in die zweithöchste Spielklasse waren geprägt vom Abstiegskampf und durchwachsenen sportlichen Leistungen. So wurde Aufstiegstrainer Axel Kammerer bereits im Laufe der Saison 2019/20 von seiner Tätigkeit entbunden und durch den Schweden Leif Carlsson ersetzt. Die Hauptrunde der DEL2 Saison 2019/20 schloss der EVL auf dem 14. Platz ab, welcher die Teilnahme an den Play-downs zur Folge gehabt hätte. Jedoch wurden diese aufgrund der Corona-Pandemie nicht ausgetragen. Auch die darauf folgende Saison 2020/21 verlief sportlich nur mäßig zufriedenstellend. Zum Ende der Hauptrunde belegte der EVL den 11. Platz. Play-downs wurden erneut nicht ausgespielt, da sich die DEL2-Klubs während der Saison auf eine nochmalige Aussetzung des Abstiegs geeinigt hatten.
Aufgrund einiger namhafter Verstärkungen im Spielerkader, wie beispielsweise der ligaweite Topscorer der Vorsaison Marco Pfleger, ging der Verein mit großen Ambitionen in die Saison 2021/22. Die Mannschaft konnte diese Erwartungen jedoch nicht erfüllen und schloss die Hauptrunde nach einem Wechsel auf der Trainerposition (Heiko Vogler übernahm das Team im Dezember auf dem 13. Platz) mit Platz 10 ab, verbunden mit dem Klassenerhalt. Die Saison endete anschließend nach der Pre-Playoff-Serie gegen die Heilbronner Falken.
In die Zeit von 2019 bis 2022 fiel die großangelegte Renovierung und Modernisierung der städtischen Heimspielstätte am Gutenbergweg, weshalb zu Beginn der Saison 2019/20 sowie 2021/22 jeweils das Heimrecht getauscht wurde und zeitweise lediglich Auswärtsspiele bestritten wurden. Am 31. Oktober 2021 wurde das erste Spiel im renovierten Stadion am Gutenbergweg, welches aufgrund eines Sponsorenvertrages nun als Fanatec-Arena bekannt ist, ausgetragen.
- Für tabellarische Saisonübersichten mit Kader und Platzierung siehe: Saisonübersichten 2010er und 2020er

## Erfolge
- Deutscher Meister 1970, 1983
- Deutscher Pokalsieger 1969
- Deutscher Vizemeister 1974, 1976, 1984, 1995
- Bundesliga Hauptrundensieger 1982
- Aufstieg in die 1. Bundesliga 1963
- Aufstieg in die Oberliga (1. Liga) 1957
- Deutscher Zweitliga-Meister 1962, 1963, 2012
- Süddeutscher Meister 1957
- Deutscher Zweitliga-Vizemeister 1960, 1961, 2004, 2008
- Aufstieg in die DEL2 2019, in die 2. Bundesliga 2002
- Deutscher Oberliga-Meister 2002, 2019
- Deutscher Oberliga-Vizemeister 2000
- Vizemeister Oberliga-Süd 2019
- Bayerischer Meister (2. Liga) 1957, Nord 1955, 1957
- Bayerischer Vizemeister (2. Liga) 1949, 1950, 1951 1952, 1955
- EVL-1b Bayerischer Meister (4. Liga) 1969

## Mannschaft

### Kader der Saison 2025/26
Stand: 18. Juli 2025
| Nr. | Nat.                  | Spieler             | Pos. | Geburtsdatum       | im Team seit | Geburtsort                          |
| --- | --------------------- | ------------------- | ---- | ------------------ | ------------ | ----------------------------------- |
| 29  | Deutschland           | Philipp Dietl       | G    | 2. Juli 2004       | 2021         | Bogen, Deutschland                  |
| 34  | Deutschland           | Jonas Langmann      | G    | 22. Dezember 1991  | 2023         | Bad Kissingen, Deutschland          |
| 48  |                       | Wade Bergman        | D    | 9. September 1990  | 2023         | Calgary, Alberta, Kanada            |
| 27  | Deutschland           | Alexander Dersch    | D    | 30. März 2000      | 2024         | Landshut, Deutschland               |
| 67  |                       | Stanislav Dietz     | D    | 10. September 1990 | 2025         | Písek, Tschechoslowakei             |
| 3   | Deutschland           | Dominik Groß        | D    | 20. März 2005      | 2021         | Straubing, Deutschland              |
|     | Tschechien            | Martin Haš          | D    | 2. Februar 2001    | 2025         | Prag, Tschechien                    |
| 25  | Deutschland           | Andreas Schwarz – A | D    | 6. Mai 1995        | 2021         | Landshut, Deutschland               |
| 8   | Deutschland           | Finn Serikow        | D    | 16. November 2006  | 2025         | Landshut, Deutschland               |
| 61  | Deutschland           | David Elsner        | RW   | 22. März 1992      | 2025         | Landshut, Deutschland               |
| 23  | Deutschland           | Lukas Gaus          | F    | 19. Juni 2005      | 2024         | Villingen-Schwenningen, Deutschland |
| 62  | Schweden              | Tor Immo            | W    | 9. November 1994   | 2024         | Köping, Schweden                    |
| 10  |                       | Julian Kornelli     | F    | 5. August 1997     | 2021         | München, Deutschland                |
| 51  | Finnland              | Jesse Koskenkorva   | C    | 31. Juli 1999      | 2024         | Oulu, Finnland                      |
| 9   | Schweden              | Tobias Lindberg     | C    | 22. Juli 1995      | 2025         | Stockholm, Schweden                 |
| 41  | Deutschland           | Jakob Mayenschein   | C    | 1. April 1997      | 2022         | Landshut, Deutschland               |
| 18  | Deutschland           | Luis Scheibengraber | F    | 20. Februar 2005   | 2020         | Landshut, Deutschland               |
|     | Korea Sud Deutschland | Seon-woo Park       | F    | 1. Oktober 2004    | 2025         | Suwon, Südkorea                     |
| 43  | Deutschland           | Pascal Steck        | LW   | 7. August 2003     | 2025         | Landshut, Deutschland               |
| 21  |                       | David Stieler       | C    | 20. Juli 1988      | 2023         | Kladno, Tschechoslowakei            |
|     | Deutschland           | Marcel Tabert       | F    | 23. Februar 2006   | 2025         | Rottweil, Deutschland               |
| 20  | Deutschland           | Yannick Wenzel      | F    | 17. September 1998 | 2024         | Wasserburg am Inn, Deutschland      |

Trainerstab
| Tätigkeit  | Nat.        | Name      | Geburtsdatum  | im Team seit | Geburtsort        |
| ---------- | ----------- | --------- | ------------- | ------------ | ----------------- |
| Trainer    | Deutschland | Uwe Krupp | 24. Juni 1965 | Juni 2025    | Köln, Deutschland |
| Co-Trainer | -           | vakant    | -             | -            | -                 |

### Bedeutende frühere Mannschaften

#### Deutscher Pokalsieger 1969
| Position      | Name |
| Tor:          | Friedrich John • Joachim Schneidermeier • Sepp Schramm |
| Verteidigung: | Heinz Bickleder • Michael Eibl • Günther Magura • Max Pfaller • Walter Rauhmeier • Heinz Scherr |
| Sturm:        | Gerd Banholzer • Wolfgang Dylla • Walter Glaser • Grund • Rudi Hejtmanek • Huber • Georg Krebs • Peter Krebs • Rupert Kreitmeier • Erich Kühnhackl • Dieter Lang • Burkhart Muggenthaler • Ernst Oswald • Pritscher • Alois Schloder • Kurt Schloder • Toni Steiger • Gerd Wagner • Manfred Weigl |
| Trainer:      | Karel Gut |

#### Deutscher Meister 1970
| Position      | Name |
| Tor:          | Sepp Schramm, Johann Schneidermeier |
| Verteidigung: | Michael Eibl, Heinz Bickleder, Günter Magura, Max Pfaller |
| Sturm:        | Alois Schloder, Kurt Schloder, Toni Steiger, Rudolf Hejtmanek, Erich Kühnhackl, Wolfgang Dylla, Peter Krebs, Harald Siegmund, Rupert Kreitmeier, Walter Glaser, Gerd Banholzer |
| Trainer:      | Karel Gut |

#### Deutscher Meister 1983
| Position      | Name |
| Tor:          | Bernhard Englbrecht, Rupert Meister, Franz Spornraft |
| Verteidigung: | Thomas Gandorfer, Bernd Wagner, Franz Steer, Bernhard Seyller, Klaus Auhuber, Peter Weigl, Christoph Schödl, Wolfgang Oswald, Alois Schloder                                       |
| Sturm:        | Klaus Gotsch, Gerald Riedl, Erich Kühnhackl, Bob Laycock, Robin Laycock, Michael Betz, Bernd Truntschka, Hans-Georg Eder, Joe Wasserek, Ewald Steiger, Helmut Steiger, Alfred Weiß |
| Trainer:      | Karel Gut, Toni Steiger |

#### DEL - Vizemeister 1995
| Position      | Name |
| Tor:          | Petr Bříza • Christian Künast |
| Verteidigung: | Michael Bresagk • Marco Eltner • Peter Gulda • Udo Kießling • Heiko Smazal • Eduard Uvíra • Bernd Wagner |
| Sturm:        | Markus Berwanger • Mike Bullard • Pavel Bure • Georg Franz • Alexander Genze • Jörg Handrick • Ralf Hantschke • Uwe Krupp • Mike Lay • Andreas Loth • Henri Marcoux • Steve McNeil • Jacek Płachta • Stephan Retzer • Wally Schreiber • Helmut Steiger • Anthony Vogel • Scott Young |
| Trainer:      | Bernie Johnston |

#### Deutscher Zweitliga-Meister 2012
| Position      | Name |
| Tor:          | Thomas Hingel • Sebastian Vogl |
| Verteidigung: | Andreas Geipel • Steve Hanusch • Kevin Kapstad • Bastian Krämmer • Stephan Kronthaler • Heiko Smazal • Kamil Toupal                                                                                                 |
| Sturm:        | Peter Abstreiter • Andrej Bíreš • Maximilian Brandl • Thomas Brandl • Sebastian Busch • Martin Davídek • Jaroslav Kracík • Nico Krämmer • František Mrázek • Elia Ostwald • Cody Thornton • Bill Trew • Markus Welz |
| Trainer:      | Jiří Ehrenberger |

## Spieler

### Gesperrte Trikotnummern

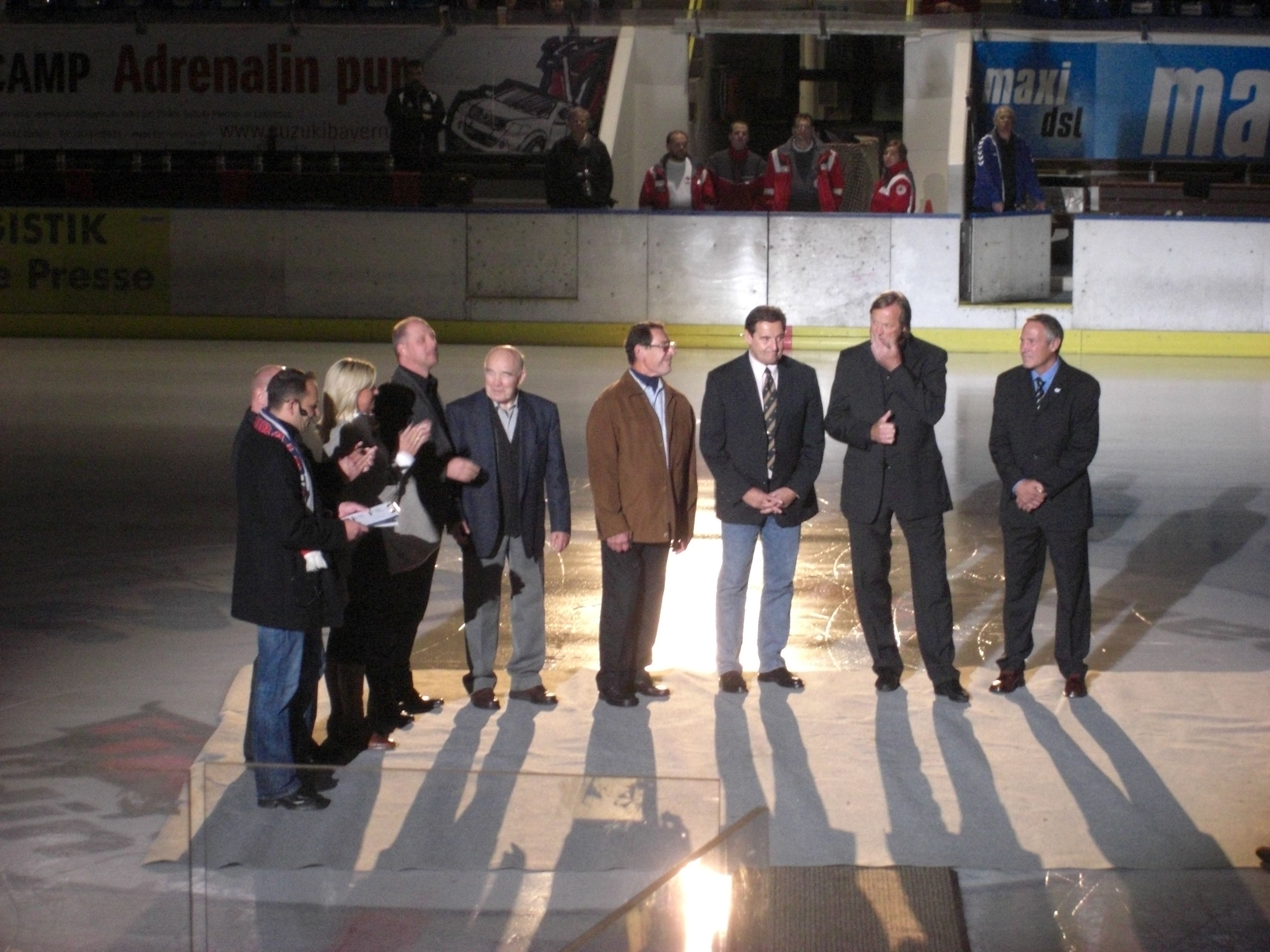
Ehrung der Legenden des EV Landshut

In der Geschichte des Eislaufvereins Landshut machten sich seit 1948 zahlreiche Persönlichkeiten verdient um den Eishockeysport in der Dreihelmenstadt. Einige der bedeutendsten Spieler werden seit der Saison 2010/11 auf besondere Weise geehrt: Ihre Nummern werden seitdem nicht mehr vergeben und ihre Trikots wurden über der Eisfläche der Halle eins unter dem Hallendach angebracht. Im August 2010 handelte es sich um folgende fünf gewürdigte Akteure:
- Zu Ehren von Sepp Schramm wurde die Trikotnummer 1 gesperrt. Der Torhüter begleitete sein Heimatteam beim Aufstieg in die höchste deutsche Spielklasse und gewann mit ihm 1970 die Meisterschaft. Nach 244 Bundesliga-Spielen stand er letztmals 1974/75 für Landshut auf dem Eis.
- Als Wertschätzung für Jaro Truntschka wird die Nummer 4 nicht mehr vergeben. Das Gründungsmitglied des EVL zeichnete maßgeblich für die frühe Erfolgsgeschichte des Eislaufvereins verantwortlich. In 318 Spielen schoss Truntschka 355 Tore und war nach seinem Karriereende als Spieler noch achtzehn Jahre für den Verein tätig.
- Aus Respekt vor den Leistungen von Klaus „Butzi“ Auhuber wurde „seine“ Trikotnummer 7 gesperrt. Der Verteidiger verbrachte fast seine gesamte Karriere beim EVL und wurde mit der Mannschaft 1983 deutscher Meister.
- Durch die Sperre der Nummer 14 würdigt der EVL das Engagement des „Eishockeyspielers des Jahrhunderts“ Erich Kühnhackl. Der Stürmer gewann vier deutsche Meisterschaften, davon zwei mit Landshut und kam in 774 Bundesligaspielen auf 724 Tore und 707 Assists. Für die Nationalmannschaft erzielte er weitere 131 Treffer in 211 Begegnungen.
- Als Anerkennung für seinen Einsatz für die Dreihelmenstädter wird die Trikotnummer 15 von Alois Schloder nicht mehr vergeben. 1963 in den Bundesliga-Kader aufgenommen, hielt er seinem Verein die Treue, bis er 1986 seine Profikarriere beendete. In 1085 Spielen kann er auf 631 Tore verweisen.

### Mitglieder der Hockey Hall of Fame Deutschland
In die „Hall of Fame“ des deutschen Eishockeymuseums werden Persönlichkeiten aufgenommen, die sich um den Eishockeysport in Deutschland verdient gemacht haben. Folgende aufgenommene Spieler waren in Landshut aktiv:
(Teamzugehörigkeit und Position in Klammern)
- Klaus Auhuber
(1970–1984, 1985–1988, Verteidigung)
Der gebürtige Landshuter durchlief alle Nachwuchsmannschaften und wurde 1983 mit dem EVL Deutscher Meister. Nach einer Zwischenstation beim ECD Iserlohn kehrte er 1985 zu seinem Heimatverein zurück. Mit der deutschen Nationalmannschaft nahm Auhuber an drei Weltmeisterschaften teil und gewann bei den Olympischen Spielen 1976 die Bronzemedaille.
- Bernhard Englbrecht
(1975–1993, Tor, 2001–2005, Trainer)
Der in der niederbayerischen Hauptstadt geborene Englbrecht hütete erstmals 1975 das Tor der Profimannschaft. Der Torhüter war der erste Deutsche, der von einer NHL-Mannschaft gedraftet wurde. 1983 wurde er mit dem EVL deutscher Meister. Neben 646 Spielen im Landshuter Trikot war Englbrecht außerdem beim SC Riessersee, den Nürnberg Ice Tigers und den Erding Jets aktiv. „Bernie“ Englbrecht stand für 83 Spiele im Tor der deutschen Nationalmannschaft.
- Georg Franz
(1994–1997, Sturm)
Nach den Stationen SB Rosenheim und EC Hedos München kam der Stürmer 1994 nach Landshut und feierte in seiner ersten Saison die deutsche Vizemeisterschaft. Weitere Stationen waren der ERC Sonthofen und der EHC Straubing. Franz wurde 1985, 1989 und 1994 deutscher Meister und absolvierte 135 Spiele für die deutsche Nationalmannschaft.
- Rick Goldmann
(1993–1994, Verteidigung)
Der gebürtige Dingolfinger lief mit siebzehn Jahren erstmals für die Profimannschaft des EV Landshut auf und bestritt 33 Spiele. Bereits im Folgejahr spielte der wechselfreudige Goldmann in Mannheim. Weitere Stationen seiner Karriere waren – neben einem Spiel für die Ottawa Senators und drei Jahren in US-Minor Leagues – unter anderem der ERC Ingolstadt und die Iserlohn Roosters. Der Verteidiger absolvierte insgesamt 126 Spiele mit der deutschen Nationalmannschaft.
- Udo Kießling
(1992–1996, Verteidigung)
Der Verteidiger spielte zum Ende seiner Karriere in Landshut. Er absolvierte insgesamt 1.020 Spiele in der deutschen Bundesliga, wurde sechsmal deutscher Meister und dreimal Spieler des Jahres. Kießling ist mit 320 Spielen deutscher Rekordnationalspieler, nahm fünfmal an Olympischen Spielen teil und wurde 1987 in das WM-All Star-Team berufen.
- Erich Kühnhackl
(1968–1976, 1979–1985, 1987–1989, Sturm, Trainer)
„Der Lange“ spielte den Großteil seiner Karriere beim EV Landshut. Er wurde 1970 und 1983 mit Landshut deutscher Meister, sowie zwei weitere Male mit dem Kölner EC. Der Stürmer absolvierte 211 Spiele für die deutsche Nationalmannschaft und gewann 1976 die Bronzemedaille bei den Olympischen Spielen. Kühnhackl wurde zum „deutschen Eishockeyspieler des Jahrhunderts“ gewählt und ist Mitglied der IIHF-Hockey Hall of Fame. Als Trainer stand er unter anderem beim EV Landshut an der Bande.
- Alois Schloder
(1963–1986, Sturm)
Alois Schloder verbrachte seine gesamte, 23 Jahre lange Karriere beim EV Landshut. Er wurde 1970 und 1983 deutscher Meister und absolvierte insgesamt 1.085 Spiele für den EVL. Der langjährige Nationalmannschaftskapitän absolvierte 206 Spiele für die deutsche Auswahl, nahm an zwölf Weltmeisterschaften und drei Olympischen Spielen teil, wo er 1976 die Bronzemedaille gewann. Seit 2005 ist er außerdem Mitglied der IIHF Hall of Fame.
- Georg Spießl
(bis 1975, Funktionär)
Der in Landshut geborene Spießl war bis 1975 als ehrenamtlicher Mitarbeiter beim EV Landshut tätig. Er betreute unter anderem die erste Mannschaft und war am Aufbau der AH-Mannschaft beteiligt. Von 1975 bis 2008 war er beim Bayerischen Eissportverband tätig und übte dort verschiedene Aufgaben aus. Ab 1991 war er für zehn Jahre Teammanager des DEB-Traditionsteams.
- Helmut Steiger
(1976–1985, 1994–1997, Sturm)
Nachdem der gebürtige Landshuter die Nachwuchsmannschaften des EVL durchlaufen hatte, spielte Steiger ab 1976 in der 1. Bundesliga. 1983 wurde er deutscher Meister mit Landshut, im Jahr darauf Vizemeister. Nach einem zwischenzeitlichen Wechsel zum Kölner EC kehrte er 1995 zum Ende seiner Karriere für drei Spielzeiten nach Landshut zurück, er gehört mit 481 Punkten zu den ewigen Top-Scorern des EV Landshut. Helmut Steiger absolvierte 152 Spiele für die deutsche Nationalmannschaft, nahm sechsmal an Weltmeisterschaften und zweimal an Olympischen Spielen teil.
- Bernd Truntschka
(1982–1989, 2000–2001, Sturm)
Der in Landshut geborene jüngere Bruder von Gerd Truntschka verbrachte die ersten Profijahre nach seiner Ausbildungszeit beim EV Landshut. Danach wechselte er zur Düsseldorfer EG, bei der er zwischen 1989 und 1997 spielte und mit denen er fünf Mal Deutscher Meister wurde. In 674 Spielen erzielte er 141 Tore und 314 Assists. Daneben nahm er an 3 Olympischen Spielen und 4 Eishockey-Weltmeisterschaften teil. Nach dem Ende seiner Profilaufbahn schloss er ein BWL-Studium ab und war von 2002 bis 2012 Geschäftsführer der Landshut Cannibals.
- Gerd Truntschka
(1975–1979, Sturm)
Der gebürtige Landshuter spielte zu Beginn seiner Karriere beim EV Landshut in der ersten Bundesliga. Des Weiteren war er für den Kölner EC, die Düsseldorfer EG und den EC Hedos München aktiv und wurde insgesamt achtmal deutscher Meister. Truntschka spielte 215 Mal für die deutsche Nationalmannschaft, nahm an neun Weltmeisterschaften und vier Olympischen Spielen teil und wurde 1987 ins WM-All Star-Team gewählt.
- Hans Zach
(1977–1979, Sturm)
Neben Stationen in Bad Tölz, Riessersee, Preussen Berlin und Rosenheim spielte Zach in Landshut in der ersten Bundesliga. Er wurde 1982 mit dem SB Rosenheim deutscher Meister. Nach seiner aktiven Karriere trainierte er bereits in Rosenheim, Ratingen, Bayreuth, Düsseldorf, Kassel, Zürich, Köln, und Hannover sowie die deutsche Nationalmannschaft. Die Düsseldorfer EG führte er zu drei Meisterschaften in Folge, die deutsche Nationalmannschaft erreichte mit ihm dreimal das Viertelfinale der Weltmeisterschaften.
- Georg Zeller
(1933–1937, 1945–1955, Sturm, Betreuer, Schiedsrichter)
Georg Zeller betreute 1933 bereits die erste Landshuter Mannschaft, in der er auch als Stürmer auflief, in den darauf folgenden Spielzeiten engagierte er sich entweder als Spieler oder später zunehmend als Betreuer. Das Gründungsmitglied des Eislaufvereins war 1948 Spielleiter und trat auch als Schiedsrichter auf. Im Jahr 1963 wurde er Schiedsrichter-Obmann des Deutschen Eishockey-Bundes und blieb bis 1984 im Amt.

### Bedeutende ehemalige Spieler
Viele Persönlichkeiten, die den Eishockeysport in Landshut wesentlich beeinflussten, erreichten deutschlandweite Bekanntheit. Die folgende Auflistung enthält einige der wichtigsten Eishockeyspieler, die mit dem EV Landshut in Verbindung standen und 2010 nicht Mitglieder der Hall of Fame Deutschland waren.
- Tobias Abstreiter
(1986–1993, Sturm)
Der gebürtige Landshuter kam bis 1993 in der Profimannschaft auf 115 Punkte in 202 Spielen. Mit dem EC Hedos München und den Kölner Haien wurde er Deutscher Meister, danach spielte er für die Kassel Huskies und die Straubing Tigers in der DEL. Außerdem nahm er an sechs Weltmeisterschaften und der Olympiade 2002 teil.
- Christian Brittig
(1984–1992, 2000–2003, Sturm)
Der in Landshut geborene und ausgebildete Brittig spielte von 1984 bis 1992 in der ersten Mannschaft. In dieser Zeit nahm er mit der Nationalmannschaft an den Olympischen Spielen 1988 und der Weltmeisterschaft 1990 teil. Spätere Stationen seiner Karriere waren unter anderem die Mad Dogs München und die Berlin Capitals. In insgesamt 878 Spielen sammelte er 685 Punkte.
- Petr Bříza
(1994–1999, Tor)
Der Tscheche stand fünf Jahre im Tor des EV Landshut, in seiner ersten Saison in Landshut wurde er deutscher Vizemeister. Bříza spielte unter anderem für Slavia Prag, HC Budweis, Lukko Rauma und Sparta Prag. Mit der Nationalmannschaft nahm er drei Mal an Olympischen Spielen und sechs Mal an Weltmeisterschaften teil.
- Mike Bullard
(1993–1998, Sturm, 2008/09, Trainer)
Bullard bestritt in seiner 25-jährigen Profikarriere 727 Spiele in der NHL für die Pittsburgh Penguins, die Calgary Flames, die Philadelphia Flyers und die Toronto Maple Leafs. In Europa war er neben dem EVL für Rapperswil, die Eisbären Berlin und die Schwenninger Wild Wings aktiv. Für Landshut erzielte der Mittelstürmer in 224 Spielen 150 Tore.
- Walter Glaser
(1969–1980, Sturm)
 Der gebürtige Landshuter spielte ab 1969 für den EVL in der Bundesliga. Bereits in seiner ersten Profisaison wurde er deutsche Meister. Nach elf Spielzeiten in Landshut wechselte Glaser 1980 zum TSV Straubing in die 2. Bundesliga, wo er nach einer Saison seine Karriere beendete.
- Rudi Hejtmanek
(1968–1976, Sturm, 1976–1977, Trainer)
 Der Tscheche Hejtmanek wurde zur Saison 1968/69 von Slavia Prag an die Isar geholt und spielte als erster Ausländer bis 1976 beim EV Landshut, dort zählte er jahrelang zu den besten Torschützen. Noch in der Saison 1976/77 übernahm er das Traineramt, das er auch im Folgejahr innehatte. Weitere Trainerstationen waren der TSV Straubing und die Düsseldorfer EG.
- Jiří Kochta
(1979–1981, Sturm)
 Der in Prag geborene Kochta wechselte 1979 von Sparta Prag zum EV Landshut. In seinen beiden Spielzeiten sammelte er 235 Punkte. In beiden Jahren wurde er jeweils zweitbester Scorer der Liga. Mit der tschechischen Nationalmannschaft trat er zu den Olympischen Spielen 1968 und 1972 sowie vier Weltmeisterschaften an, 1972 gewann er mit der CSSR die Goldmedaille.
- Bob Laycock
(1981–1984, Sturm)
Von der University of Calgary wechselte Laycock 1979 nach Straubing, wo er gemeinsam mit seinem Bruder zu den besten Spielern der Liga gehörte. In seiner Zeit beim EVL erreichte er in 96 Spielen 164 Punkte und war damit am Gewinn der Meisterschaft 1983 maßgeblich beteiligt.
- Robin Laycock
(1981–1983, Sturm)
Der jüngere Bruder von Bob Laycock kam ebenfalls aus Straubing nach Landshut. Mit dem EVL gewann er die Meisterschaft 1983. In seinen zwei Spielzeiten an der Isar verbuchte er 130 Punkte aus 70 Spielen. Weitere Station seiner Karriere war der Sportbund Rosenheim.
- Sepp Schramm
(1957–1972, Tor)
 Der gebürtige Landshuter Schramm debütierte als Neunzehnjähriger im Tor des EV Landshut. Er spielte seine gesamte Karriere über bei seinem Heimatverein, mit dem er 1970 deutscher Meister wurde. Zudem bestritt der Torhüter 52 Spiele für die deutsche Nationalmannschaft.
- Wally Schreiber
(1994–1999, Sturm)
 Der in Edmonton geborene Schreiber spielte von 1994 bis 1999 beim EVL in der höchsten deutschen Spielklasse. Der Flügelstürmer lief unter anderem für die Minnesota North Stars (NHL) und in Deutschland für den Schwenninger ERC, den EC Hedos München und die Hannover Scorpions auf. Schreiber bestritt in seiner Karriere, die er 2006 mit 43 Jahren beendete, 555 Spiele in der DEL und erzielte dabei 506 Scorerpunkte.
- Christoph Schubert
(1999–2000, Verteidigung)
 Schubert bestritt seine erste Profisaison 1999/2000 beim EV Landshut. Er wechselte zu den München Barons in die DEL, 2001 wurde der gebürtige Münchener beim NHL Entry Draft in der 4. Runde an 127. Position gezogen. Von 2002 bis 2005 war Schubert für das Farmteam von Ottawa, die Binghamton Senators, in der AHL aktiv, seit 2005 spielt er in der NHL für die Ottawa Senators.
- Marco Sturm
(1995–1997, Sturm)
 Sturm bestritt als Achtzehnjähriger sein erstes Spiel für den EV Landshut in der DEL. 1997 wechselte der gebürtige Dingolfinger zu den San Jose Sharks in die NHL, nachdem er bereits 1996 beim NHL Entry Draft in der ersten Runde an 21. Position gezogen worden war. Nach der Station beim ERC Ingolstadt wechselte Sturm zu den Boston Bruins, für die er seit 2005 spielt. Er nahm mit der Nationalmannschaft an vier Weltmeisterschaften und drei Olympischen Spielen teil.
- Kamil Ťoupal
(1999–2013, Verteidigung)
 Der in Budweis geborene Ťoupal begann seine Profikarriere beim tschechischen Erstligisten HC České Budějovice. Vom Neubeginn des EVL in der Oberliga an lief er ab 1999 für Landshut auf. Dabei gewann er zwei Oberligameisterschaften, wurde zweimal Vizemeister und 2012 Meister in der 2. Bundesliga.
- Bernd Wagner
(1983–1995, Verteidigung)
 Der in Landshut ausgebildete Wagner nahm 1983 und 1984 an zwei Junioren-Weltmeisterschaften teil. Der Verteidiger spielte in seiner gesamten Profikarriere, die sich auf den Zeitraum von 1983 bis 1995 erstreckt, beim EV Landshut. Mit der deutschen Nationalmannschaft nahm er an den Weltmeisterschaften 1989 und 1991 teil.

### Vereinsinterne Rekorde in der 2. Eishockey-Bundesliga
Die folgenden Statistiken beziehen sich auf die Zeit, in welcher die Landshut Cannibals in der 2. Eishockey-Bundesliga antreten und beginnen damit mit der Saison 2002/03. Noch 2013 befanden sich zwei Spieler im Kader der Landshuter, die bereits in der ersten Spielzeit nach dem Aufstieg für den Zweitligisten aufliefen. Diese zwei Rekordspieler sind Kamil Ťoupal und Markus Welz, die zugleich zu den besten Scorern, Torschützen und Vorlagengebern gehören. Weitere bestimmende Spieler im Landshuter Trikot waren Markus Hundhammer, Thomas Daffner und Andreas Geipel.

#### Gesamtführende
| Rekordspieler |                      |        |
| Platz         | Spieler              | Spiele |
| 1.            | Kamil Ťoupal         | 491    |
| 2.            | Markus Welz          | 474    |
| 3.            | Markus Hundhammer    | 382    |
| 4.            | Andreas Geipel       | 340    |
| 5.            | Anton Prommersberger | 267    |
| 6.            | Maximilian Brandl    | 237    |
| 7.            | Peter Abstreiter     | 227    |
| 8.            | Martin Cinibulk      | 218    |
| 9.            | Zdzisław Zaręba      | 200    |
| 10.           | Thomas Daffner       | 193    |

| Top-Scorer |                   |              |
| Platz      | Spieler           | Punkte (T/A) |
| 1.         | Kamil Ťoupal      | 340 (58/282) |
| 2.         | Markus Welz       | 222 (93/129) |
| 3.         | Markus Hundhammer | 208 (92/116) |
| 4.         | Andreas Geipel    | 195 (59/136) |
| 5.         | Peter Abstreiter  | 179 (101/78) |
| 6.         | Thomas Daffner    | 163 (59/104) |
| 7.         | Zdzisław Zaręba   | 133 (48/85)  |
| 8.         | Brandon Dietrich  | 120 (50/70)  |
| 9.         | Cody Thornton     | 108 (49/59)  |
| 10.        | Maximilian Brandl | 106 (43/63)  |

| Top-Torschützen |                   |      |
| Platz           | Spieler           | Tore |
| 1.              | Peter Abstreiter  | 101  |
| 2.              | Markus Welz       | 93   |
| 3.              | Markus Hundhammer | 92   |
| 4.              | Andreas Geipel    | 59   |
| 4.              | Thomas Daffner    | 59   |
| 6.              | Kamil Ťoupal      | 58   |
| 7.              | František Mrázek  | 53   |
| 8.              | Brandon Dietrich  | 50   |
| 9.              | Cody Thornton     | 49   |
| 10.             | Zdzisław Zaręba   | 48   |

| Top-Vorlagengeber |                   |          |
| Platz             | Spieler           | Vorlagen |
| 1.                | Kamil Ťoupal      | 282      |
| 2.                | Andreas Geipel    | 136      |
| 3.                | Markus Welz       | 129      |
| 4.                | Markus Hundhammer | 116      |
| 5.                | Thomas Daffner    | 104      |
| 6.                | Zdzisław Zaręba   | 85       |
| 7.                | Peter Abstreiter  | 78       |
| 8.                | Rich Bronilla     | 75       |
| 9.                | Brandon Dietrich  | 70       |
| 10.               | Jaroslav Kracík   | 63       |

| Strafminuten |                   |         |
| Platz        | Spieler           | Minuten |
| 1.           | Markus Hundhammer | 401     |
| 2.           | Zdzisław Zaręba   | 292     |
| 3.           | Günter Oswald     | 281     |
| 4.           | Peter Abstreiter  | 264     |
| 5.           | Markus Welz       | 261     |
| 6.           | Matthias Wittmann | 246     |
| 7.           | Andreas Geipel    | 226     |
| 8.           | David Kudelka     | 225     |
| 9.           | Thomas Schinko    | 216     |
| 10.          | Chris Bahen       | 197     |

#### Saisonrekorde
| Top-Scorer |                  |        |         |
| Platz      | Spieler          | Punkte | Saison  |
| 1.         | Conny Strömberg  | 70     | 2005/06 |
| 2.         | Brandon Dietrich | 67     | 2005/06 |
| 3.         | Riley Armstrong  | 64     | 2013/14 |
| 4.         | T. J. Guidarelli | 61     | 2006/07 |
| 5.         | Thomas Daffner   | 58     | 2005/06 |

| Top-Torschützen |                  |      |         |
| Platz           | Spieler          | Tore | Saison  |
| 1.              | Thomas Daffner   | 28   | 2005/06 |
| 2.              | Brandon Dietrich | 27   | 2007/08 |
| 3.              | Peter Abstreiter | 25   | 2007/08 |
| 3.              | Ben Cottreau     | 25   | 2008/09 |
| 5.              | Peter Abstreiter | 24   | 2012/13 |
| 5.              | Riley Armstrong  | 24   | 2013/14 |

| Top-Vorlagengeber |                  |          |         |
| Platz             | Spieler          | Vorlagen | Saison  |
| 1.                | Conny Strömberg  | 47       | 2005/06 |
| 2.                | Brandon Dietrich | 44       | 2005/06 |
| 3.                | Kamil Ťoupal     | 41       | 2006/07 |
| 4.                | Riley Armstrong  | 40       | 2013/14 |
| 5.                | T. J. Guidarelli | 39       | 2006/07 |

| Strafminuten |                  |              |         |
| Platz        | Spieler          | Strafminuten | Saison  |
| 1.           | David Kudelka    | 130          | 2002/03 |
| 2.           | Chris Bahen      | 119          | 2005/06 |
| 2.           | Jaakko Hagelberg | 119          | 2006/07 |
| 4.           | Josh Godfrey     | 115          | 2013/14 |
| 5.           | Dominik Quinlan  | 112          | 2007/08 |

Stand der Statistiken: Spielzeiten in der 2. Eishockey-Bundesliga/DEL2 bis Ende der Saison 2013/14, außer „Strafminuten“ (Stand 2010/11)

## Trainer
| Saison    | Trainer             |
| --------- | ------------------- |
| 1956/57   | Jakob Probst        |
| 1957/58*  | Poldi Löw           |
| 1958–1959 | Engelbert Holderied |
| 1959–1964 | Rudi Wagner         |
| 1964/65   | Herbert Ulrich      |

Vor Beginn der Saison 1956/57 absolvierten die Landshuter ein mehrtägiges Trainingslager unter Jakob Probst in Bad Tölz. Nicht zuletzt war es diesem Umstand zu verdanken, dass der EVL Meister der Landesliga wurde und in die damals höchste Spielklasse, die Oberliga aufstieg. Für die Premierensaison in der Oberliga zeichnete zu Beginn Poldi Löw aus Mannheim für die Geschicke der Mannschaft verantwortlich. Nach schwachen Leistungen wurde er von Engelbert Holderied aus Füssen an der Bande abgelöst. Holderied war der erste hauptamtliche Trainer in der Geschichte des Eislaufvereins Landshut. Er betreute das Team auch in der Folgesaison, bevor der gebürtige Landshuter Rudi Wagner ab der Spielzeit 1959/60 das Sagen an der Bande hatte. Unter seiner Leitung wurde 1962/63 der Aufstieg in die Bundesliga perfekt gemacht. Nachdem Wagner 1964 nach Straubing gewechselt war, übernahm Herbert Ulrich für die folgende Saison das Traineramt.
| Saison    | Trainer           |
| --------- | ----------------- |
| 1965–1967 | Vaclav Fryzek     |
| 1967–1970 | Karel Gut         |
| 1970/71   | Zdenek Bláha      |
| 1971–1972 | Jaro Truntschka   |
| 1972/73   | Mike Daski        |
| 1973–1975 | Dany Smit         |
| 1975/76   | Walter Rauhmeier  |
| 1976      | Hans Rampf        |
| 1976–1977 | Rudi Hejtmanek    |
| 1977/78   | Ed Reigle         |
| 1978/79   | Ladislav Stemprok |
| 1979/80   | Toni Steiger      |
| 1980–1983 | Karel Gut         |
| 1983–1985 | Jaroslav Pitner   |
| 1985–1987 | Rudolf Sindelar   |
| 1987–1989 | Pavel Volek       |
| 1989–1991 | Karel Gut         |

1965 begann eine bis 1991 dauernde Bundesligazeit für den EVL, die von Trainern aus der Tschechoslowakei dominiert werden sollte. Dabei spielten die guten Verbindungen zu Sparta Prag eine maßgebliche Rolle. So wurde 1965 nach Verhandlungen mit dem tschechischen Verband Vaclav Fryzek als Nachfolger Ulrichs verpflichtet. Dieser blieb zwei Jahre in Landshut, ehe er 1967 in die CSSR zurückkehren musste. Nach den damaligen Bestimmungen der CSSR durfte ein Trainer nur drei Jahre am Stück im Ausland verbringen, bevor er in die Heimat zurückmusste. Fryzek war vor seinem Engagement an der Isar bereits in Rumänien tätig. Sein Nachfolger war sein Landsmann Karel Gut, der schweren Herzens Sparta Prag im zweiten Trainerjahr verließ und an die Isar wechselte. Unter seiner Leitung gelang 1970, in seinem dritten Jahr beim EVL, der Gewinn der deutschen Meisterschaft. Gut kehrte nach dem Meistertitel in die Tschechoslowakei zurück. Weil die CSSR nach dem Prager Frühling keine Trainer mehr nach Deutschland schickte, aber die Verantwortlichen des EVL unbedingt wieder auf einen Tschechen setzten wollten, wurde der Exil-Tscheche Zdenek Bláha verpflichtet. Bereits nach wenigen Spieltagen wurde er jedoch durch Jaro Truntschka ersetzt, der nach Kriegsende aus der CSSR nach Landshut kam und zu den Gründungsmitgliedern des EVL gehörte.
Truntschka übernahm auch in der Folgesaison 1971/72 das Traineramt, bevor er vom Kanadier Mike Daski abgelöst wurde, der bereits mit Bad Tölz Meister wurde. Schon nach einem Jahr verließ dieser den EVL. Ersatz wurde in Dany Smit gefunden, einem Kanadier mit niederländischem Pass. Unter Smit verpasste die Mannschaft in der Saison 1973/74 knapp den zweiten Meistertitel und landete auf Rang zwei. Nach dem Wechsel Smits zum ESV Kaufbeuren nach der folgenden Saison übernahm der bisherige Jugendtrainer Walter Rauhmeier zur Spielzeit 1975/76 dessen Amt. Nach einem kurzen Intermezzo durch Interimstrainer Hans Rampf wurde schließlich Ex-Landshuter Rudi Hejtmanek dritter Trainer einer Saison, in der zum zweiten Mal die Vizemeisterschaft erreicht wurde. Hejtmanek hatte das Amt auch im Folgejahr inne. In der Saison 1977/78 stand der Kanadier Ed Reigle an der Bande, der zuvor bereits Betreuer der deutschen Nationalmannschaft war, ehe 1978 ein Dreijahreskontrakt mit dem Tschechoslowaken Ladislav Stemprok unterzeichnet wurde. Als das Team unter Stemprok sogar in die Abstiegsrunde musste, wurde er nach nur einer Spielzeit entlassen. Der bisherige Co-Trainer Toni Steiger hatte nun in der Saison 1979/80 das Sagen an der Bande.
1980 kehrte der „Vater der ersten Meisterschaft“, Karel Gut, wieder als Trainer zu den Landshutern zurück und sollte die folgenden drei Jahre das Sagen an der Bande haben. 1983 wurde die Mannschaft schließlich zum zweiten Mal deutscher Meister. Gut beendete sein Engagement nach dem Meistertitel und sein Landsmann Jaroslav Pitner wurde Trainer. Unter seiner Leitung erreichte der EV Landshut 1984 das Play-off-Finale, im Folgejahr scheiterte er jedoch bereits im Viertelfinale. Auch unter Rudolf Sindelar, der von 1985 bis 1987 Übungsleiter war, und Pavel Volek, der von 1987 bis 1989 die Mannschaft trainierte, erreichte diese jeweils das Viertelfinale der Play-offs. In der Saison 1989/90 übernahm Karel Gut zum dritten Mal das Traineramt in Landshut. Die Spielzeit verlief wenig erfolgreich: Das Team verfehlte den Play-off-Einzug. Im zweiten Jahr wurde er von Erich Kühnhackl an der Bande unterstützt, der noch im Vorjahr selbst seine Schlittschuhe für den EVL geschnürt hatte.
| Saison    | Trainer         |
| --------- | --------------- |
| 1991/92   | Erich Kühnhackl |
| 1992      | Dave Sherlock   |
| 1992–1993 | Pavel Volek     |
| 1993      | Toni Steiger    |
| 1993–1996 | Bernie Johnston |
| 1996/97   | Timo Sutinen    |
| 1997      | Wayne Fleming   |
| 1997/98   | Guy Charron     |
| 1998/99   | Chris Valentine |

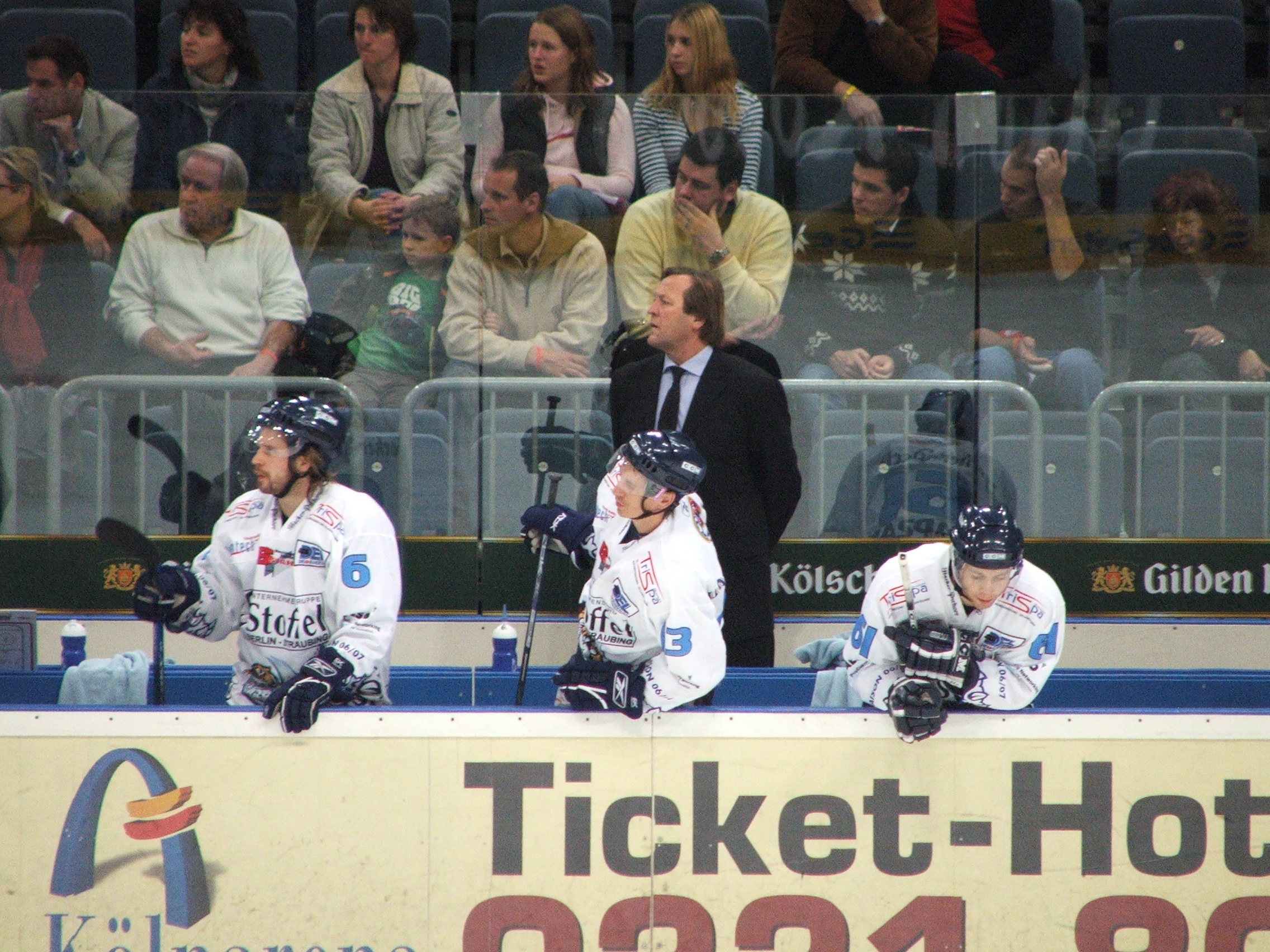
Erich Kühnhackl: Trainer 1991/92

Nach dem Abgang Karel Guts wurde Erich Kühnhackl zunächst Cheftrainer der Landshuter in der Saison 1991/92. Weil der gewünschte Erfolg ausblieb, übernahm der Kanadier Dave Sherlock während der Saison das Sagen an der Bande. Wegen anhaltend schlechter Leistungen des Teams wurde auch er noch unter der Spielzeit abgelöst. Der dritte Trainer der Saison war kein Unbekannter: Pavel Volek beendete schließlich das Spieljahr, in der erst am Grünen Tisch der Klassenerhalt gesichert wurde. Mit ihm wurde auch in die Saison 1992/93 gestartet, bevor er – abermals während der Saison nach seiner Entlassung Mitte Januar 1993 – durch Toni Steiger ersetzt wurde. Nach den beiden turbulenten Jahren entwickelte sich der zur Saison 1993/94 verpflichtete Kanadier Bernie Johnston zur Konstante. Er sollte für drei Spielzeiten für die Geschicke der Landshuter Mannschaft verantwortlich zeichnen. Sein größter Erfolg war 1995 der Vizemeistertitel. Johnstons Nachfolger wurde 1996 der Finne Timo Sutinen. Auf ihn folge noch während der Saison der Kanadier Wayne Fleming, mit dem die Mannschaft 1997 das Play-off-Halbfinale erreichte. Nachdem Fleming nach Kanada zurückgekehrt war, übernahm Guy Charron das Traineramt in der Saison 1997/98. Mit Charron wurde der EVL in der Hauptrunde Dritter und erreichte das Play-off-Halbfinale. 1998 kam Chris Valentine als Trainer nach Landshut, die Mannschaft erreichte mit ihm in den Play-offs nur das Viertelfinale. Nach dem Ausstieg aus der DEL verabschiedete sich Valentine vom EVL und ging nach Mannheim.
| Saison    | Trainer                     |
| --------- | --------------------------- |
| 1999      | Michael Eibl                |
| 1999–2001 | Gary Clark                  |
| 2001–2005 | Bernhard Englbrecht         |
| 2005–2007 | Daniel Naud                 |
| 2007/08   | Andreas Brockmann           |
| 2008/09   | Mike Bullard                |
| 2009      | Ewald Steiger Günter Oswald |
| 2009–2011 | Tobias Abstreiter           |
| 2011–2014 | Jiří Ehrenberger            |
| 2014–2015 | Andreas Brockmann           |
| 2015–2016 | Toni Krinner                |
| 2016–2017 | Bernhard Englbrecht         |
| 2017      | Alexander Serikow           |
| 2017–2020 | Axel Kammerer               |
| 2020–2021 | Leif Carlsson               |
| 2021–2025 | Heiko Vogler                |
| 2025–     | Uwe Krupp                   |

Erster Trainer bei dem Neustart in der dritthöchsten Liga in der Saison 1999/2000 war Michael Eibl, Mitglied der Landshuter Meistermannschaft 1970. Eibl musste bereits am 8. Oktober 1999 dem Kanadier Gary Clark weichen. Unter seiner Leitung schaffte der EVL zwar den sportlichen Aufstieg, musste darauf wegen eines Kooperationsvertrags mit dem Nachfolger des Landshuter DEL-Teams, den München Barons, verzichten. In Clarks zweitem Jahr in Landshut war er weniger erfolgreich und wurde während der Spielzeit am 12. Februar 2001 vom ehemaligen Landshuter Torhüter Bernhard Englbrecht als Trainer abgelöst.

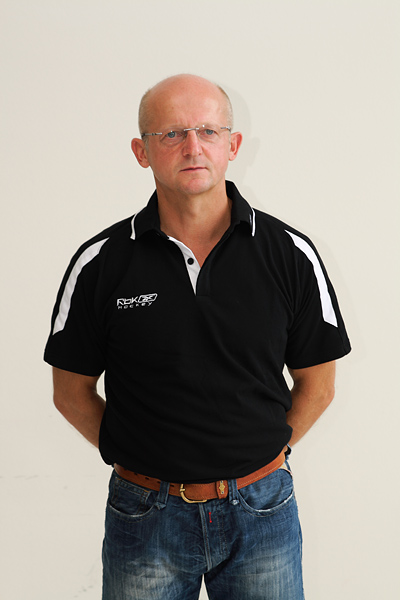
Jiří Ehrenberger: Trainer von 2011 bis 2014

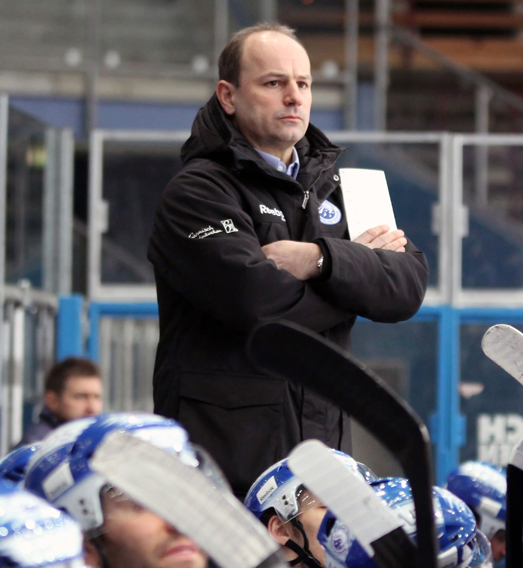
Toni Krinner: Trainer von 2015 bis 2016

Unter „Bernie“ Englbrecht gewann die Mannschaft 2002 erneut die Oberligameisterschaft und stieg in die 2. Bundesliga auf. Englbrecht blieb bis 2005 Trainer der Landshut Cannibals und wurde mit ihnen 2004 Vizemeister. Nach dem Ausscheiden im Play-off-Viertelfinale 2005 wurde der Kanadier Daniel Naud neuer Trainer für die Saison 2005/06. Naud blieb bis 2007 Chef an der Bande, bis der ehemalige Landshuter Spieler Andreas Brockmann neuer Trainer wurde. Unter Brockmann gelang der Mannschaft der Einzug in das Play-off-Finale. Die erfolgreiche Zusammenarbeit wurde jedoch nicht weitergeführt, da Brockmann nach der Saison 2007/08 nach Nürnberg wechselte. Mit dem Kanadier Mike Bullard wurde ein weiterer ehemaliger Spieler des EVL Übungsleiter der Zweitligamannschaft. Bullard wurde am 14. Februar 2009 durch die Vorstandschaft entlassen, als Grund wurden „erkennbare Auflösungserscheinungen und Resignation“ in der Mannschaft angegeben. Als Interimstrainer übernahmen Ewald Steiger und Günter Oswald den Posten Bullards. Mit Beginn der Saison 2009/10 wurde der Landshuter Tobias Abstreiter Chef an der Bande, bevor er zur Saison 2011/12 nach zwei Spielzeiten von Jiří Ehrenberger abgelöst wurde. Dieser konnte in seiner ersten Spielzeit die Zweitligameisterschaft an die Isar holen. Zum ersten Februar 2014 wechselte der gebürtige Brünner auf den Sportdirektorposten des ERC Ingolstadt und wurde durch den in Landshut nicht unbekannten Andreas Brockmann ersetzt. Dieser fiel allerdings Ende 2014 krankheitsbedingt aus und wurde von Co-Trainer Ewald Steiger vertreten, bevor im Januar 2015 mit Toni Krinner abermals ein gebürtiger Tölzer den Posten als Cheftrainer übernahm.
Anfang Januar 2016 trat Krinner aus gesundheitlichen Gründen zurück. Neuer Chefcoach wurde daraufhin Bernhard Englbrecht.
2017 wurde der frühere Nationalspieler Axel Kammerer vom EC Bad Tölz für das Amt des Trainers verpflichtet, welcher den EVL im Jahr 2019 zurück in die DEL 2 führte. Aufgrund der sportlich unzufrieden stellenden Situation wurde dieser jedoch bereits wenige Monate nach dem Aufstieg im Frühjahr 2020 durch den Schweden Leif Carlsson ersetzt. Kammerer kehrte allerdings bereits ein Jahr später in neuer Funktion zum EV Landshut zurück und übernahm zum 15. Februar 2021 die Position des sportlichen Leiters.
Da die Mannschaft im Lauf der Saison 2021/22 den hohen Erwartungen nicht gerecht werden konnte, wurde Leif Carlsson während der laufenden Spielzeit entlassen. Kurioserweise wurde dessen Vorgänger Kammerer interimsweise auch zu seinem Nachfolger. Nach einigen Wochen unter Kammerers Regie wurde mit Heiko Vogler ein neuer Cheftrainer gefunden. Vogler war zuvor im Nachwuchsbereich des Augsburger EV tätig und übernahm beim EV Landshut seine erste Trainerstation in der zweithöchsten deutschen Spielklasse. Der gebürtige Heilbronner stellte bei seinem Amtsantritt mit 37 Jahren einen der jüngsten Cheftrainer im professionellen Eishockey in Deutschland dar.

## Stammverein
Der Stammverein der LES ist der Eislaufverein Landshut e. V. Der Spielbetrieb der ersten Mannschaft wurde am 28. Januar 2002 in die neu gegründete Landshuter Eishockey Spielbetriebs-GmbH ausgelagert. Für alle anderen Aktivitäten blieb jedoch weiterhin der Eislaufverein zuständig. Dazu gehört die Nachwuchsausbildung im Eishockeybereich, die zu den Besten in Deutschland gehört. Außerdem existieren innerhalb des Vereins noch weitere Abteilungen: Dazu gehört zum einen eine Eiskunstlaufabteilung, die unter dem Namen „Ice Angels“ auftritt, sowie Abteilungen in den Bereichen Eisstockschießen, Inlinehockey und Kegeln.
In der Eishockeyabteilung sind die Jugendmannschaften des EV Landshut zusammengefasst, sie laufen auch unter dem Namen Young Cannibals auf. Für die Jüngsten existiert eine sogenannte Fördergruppe, außerdem gibt es eine Kleinstschüler- und eine Kleinschülermannschaft, darauf folgen ein Knaben- und ein Schülerteam. Das „Herzstück“ der Nachwuchsausbildung ist schließlich die DNL-Mannschaft, die die Jugend- und Juniorenjahrgänge in sich vereint. Jede der Nachwuchsmannschaften tritt in der jeweils höchsten Spielklasse an: Bei den Kleinstschülern ist dies die in Turnierform ausgetragene Leistungsklasse A, die Kleinschüler- und Knabenmannschaft tritt ebenfalls in der Leistungsklasse A des Bayerischen Eissportverbands an. Die Schülermannschaft trägt ihre Begegnungen in der vom DEB organisierten Schüler-Bundesliga aus. Der Jugend- und Juniorenbereich nimmt mit einer Mannschaft am Spielbetrieb der 2001 gegründeten Deutschen Nachwuchsliga teil.
Dass die Nachwuchsausbildung der Eishockeyabteilung des EV Landshut zu den besten in Deutschland gehört, lässt sich an verschiedenen Aspekten festmachen. In der Geschichte des Vereins wurden schon zahlreiche deutsche Meistertitel im Schüler-, Jugend- und Juniorenbereich gewonnen. Größere Erfolge der letzten Jahre schließen den Gewinn der deutschen Schülermeisterschaft 2007/08 sowie den DNL-Meistertitel 2011 und den DNL-Vizemeistertitel 2009 ein. Ein weiteres Maß für die qualitative Bewertung der Jugendarbeit eines Vereins ist die jährliche Ausschüttung des sogenannten „Reindl-Pools“. Dieses nach DEB-Funktionär Franz Reindl benannte Instrument dient der Nachwuchsförderung innerhalb der Oberliga und der 2. Bundesliga. Je nach Spielertransfers zahlt jeder Verein dieser Ligen einen bestimmten Geldbetrag in einen Fonds ein, bevor die Summe an die Vereine mit der besten Ausbildung ausgezahlt wird. Dabei spielen zahlreiche qualitative und quantitative Faktoren eine Rolle. Der EV Landshut belegt nach dieser Berechnung jährlich vordere Plätze, bekam beispielsweise 2006/07 knapp 70.000 Euro, was Platz eins in der Rangliste vor den Eisbären Juniors Berlin bedeutete. Eine weitere Bestätigung der guten Nachwuchsarbeit ist die jährliche Wahl zum Rookie des Jahres, also dem ligaweit besten Nachwuchsspieler, durch das Eishockeymagazin Eishockeynews: Hierbei setzten sich beinahe jedes Jahr die Landshuter Akteure gegen die Konkurrenz durch. 2004 wurde Alexander Feistl Rookie des Jahres, 2006 wurde Maximilian Brandl diese Ehre zuteil, während Gerrit Fauser 2007 zum besten Nachwuchstalent gekürt wurde. 2009 war Tom Kühnhackl Jugend-Talent Nummer eins der Liga. Jährlich wird dem vorbildlichsten Nachwuchsspieler des Vereins der Alois-Schloder-Pokal verliehen. Zur finanziellen Unterstützung der Nachwuchsarbeit des EV Landshut wurde 2010 der „Förderverein EVL Eishockeynachwuchs“ gegründet. Dieser plant, ein wirtschaftliches Netzwerk aus Förderern aufzubauen, um den Eislaufverein bei verschiedenen Projekten zu unterstützen.
In der Talentschmiede des EV Landshut wurden in den letzten Jahrzehnten zahlreiche Eishockeyspieler ausgebildet, die deutschlandweite, zum Teil auch internationale Bekanntheit erlangten. Unter EV Landshut/Spieler sind unter anderem einige der wichtigsten Persönlichkeiten in der Landshuter Eishockeygeschichte aufgelistet. Spieler, die die Landshuter Nachwuchsausbildung durchlaufen haben und zur Saison 2009/10 in der DEL aufliefen, sind zum Beispiel Thomas Wilhelm (Straubing Tigers), Thomas Brandl (Kölner Haie), Stephan Daschner (ERC Ingolstadt) und Stephan Retzer (Hamburg Freezers), in der NHL traten Marco Sturm (Boston Bruins) und Christoph Schubert (Atlanta Thrashers) an.

### Frauenmannschaft
In der Saison 1989/90 nahm erstmals eine Fraueneishockeymannschaft des EV Landshut am Spielbetrieb teil, die ab der Saison 1992/93 an der Fraueneishockey-Bundesliga teilnahm. Nach der Saison 1996/97 stieg die Mannschaft wieder ab. Nach der Saison 2001/02 wurde die Mannschaft nicht mehr zum Spielbetrieb gemeldet. Ab der Saison 2003/04 wurde die Tradition der Frauenmannschaft beim EHC Landshut, einem am Hobbyspielbetrieb in Landshut teilnehmenden Verein, fortgeführt.

### Nachwuchs
- Deutscher Meister „DNL“ 2011, 2024
- Deutscher Vizemeister „DNL“ 2009
- Deutscher Junioren-Meister 1981, 1982, 1984
- Deutscher Jugend-Meister 1981, 1982, 1992
- Deutscher Schüler-Meister 1980, 1990, 2007, 2008
- Deutscher U13-Meister (Knaben) 2019

## Spielstätten
Von den Anfängen des Eishockeysports in Landshut bis zur Saison 1951/52 wechselten die Mannschaften insgesamt dreimal die Natureis-Spielfläche. Wurden sämtliche Vorkriegsbegegnungen sowie die wenigen Spiele während des Zweiten Weltkrieges auf dem sogenannten „Selmeier-Eis“ ausgetragen, fand nach dem Krieg der Umzug auf den „Kolbeck-Eisplatz“ im Nikolaviertel statt. Hier spielte der Verein bis zur Saison 1948/49, bevor ein im Winter geflutetes Areal des Tennisplatzes Rot-Weiß präpariert wurde. Schon nach einer Saison wechselte der EVL auf eine Fläche an der Gabelsbergerstraße direkt neben der Isar, bevor der Eislaufverein 1951 seine endgültige Wirkungsstätte am Gutenbergweg fand. Die bisherigen Spielflächen waren naturgemäß äußerst witterungsabhängig, was auch das Eistraining der ersten Mannschaft erheblich einschränkte. Schließlich wurden sogar Eiszeiten in Bad Tölz genommen, da keine wetterunabhängige Trainingsmöglichkeit in der Nähe zur Verfügung stand.

### VR-Bank Landshut Arena

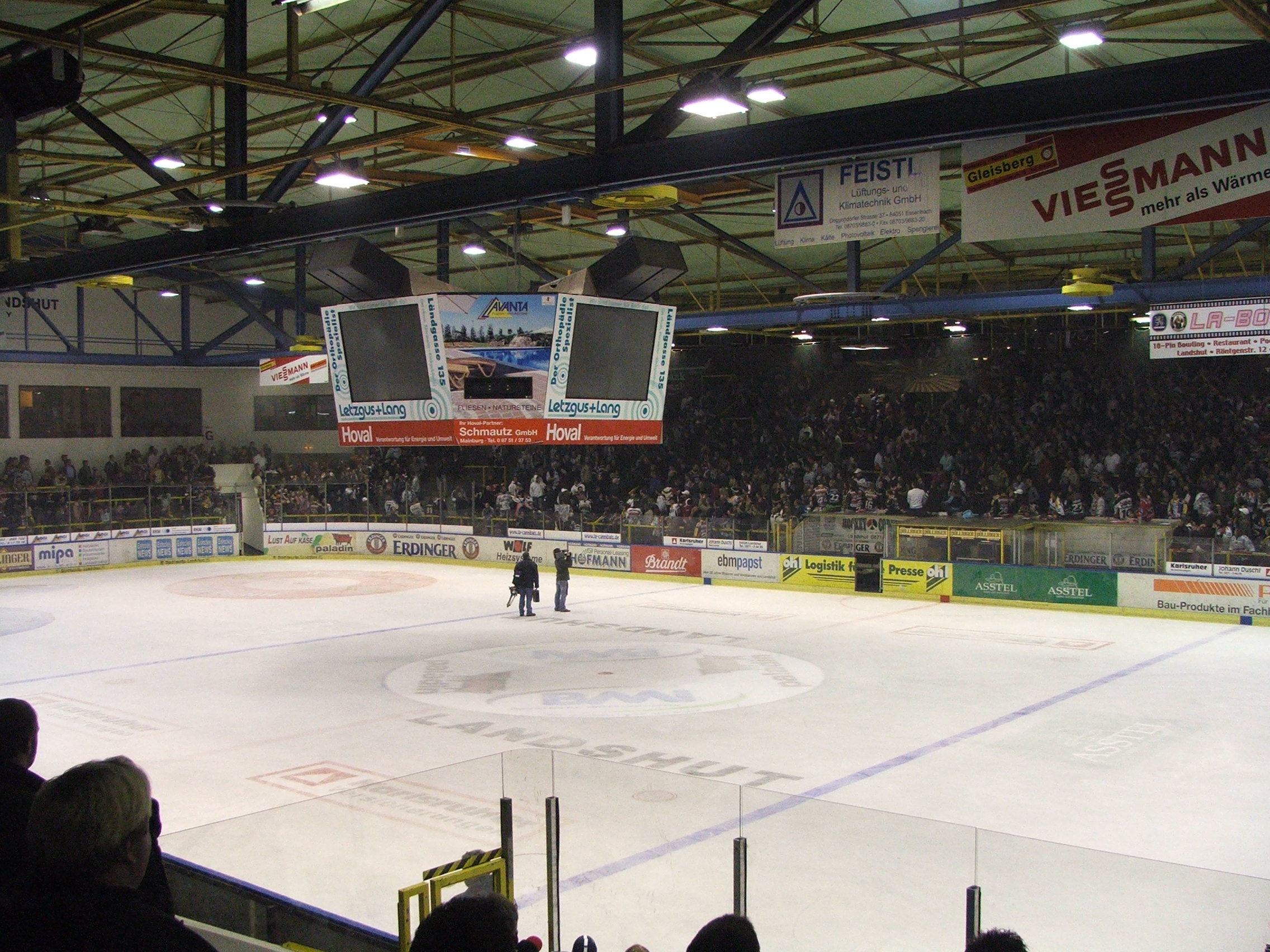
Halle 1 der Eissporthalle

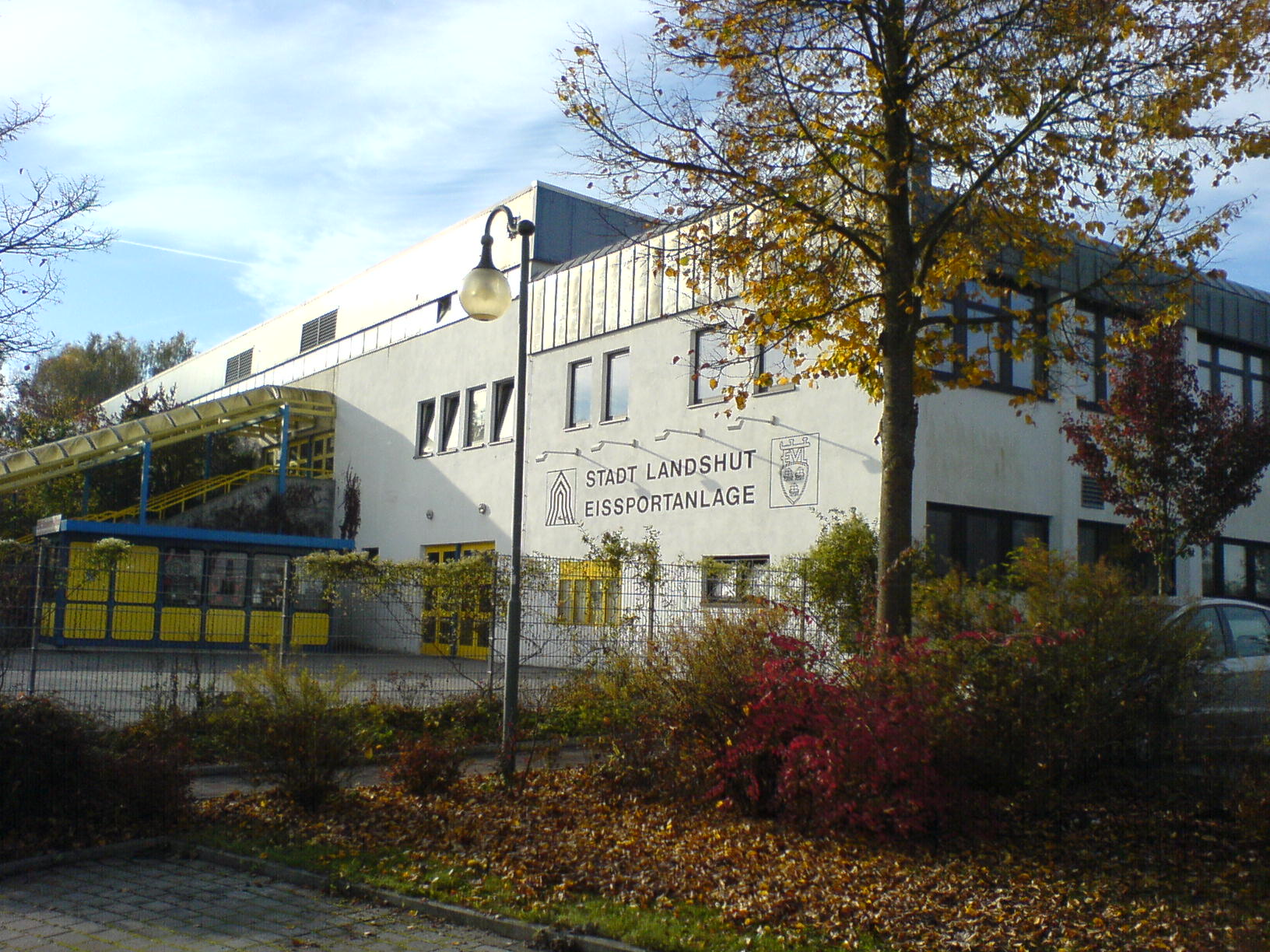
Die Eissporthalle von der Sandnerstraße aus

In der Saison 1956/57 wurde der Aufstieg in die erstklassige Oberliga perfekt gemacht, was als Voraussetzung für den Bau einer Kunsteisfläche galt. Noch in den Sommermonaten des Jahres 1957 begann die Errichtung der Fläche, am 10. November wurde sie gegen den EC Kitzbühel vor 5000 Zuschauern eingeweiht. Zehn Jahre später wurde das bis dahin offene Eisstadion überdacht und noch 1967 seiner Bestimmung übergeben. Damals handelte es sich bei der Eissporthalle um die erste vereinseigene Eishalle Deutschlands. Aufgrund der hohen Betriebskosten für das Stadion, die für den Verein auf Dauer nicht mehr zu schultern waren, erwarb die Stadt Landshut die Halle im Jahr 1981. Gleichzeitig erfolgte die Unterzeichnung eines Nutzungs- und Überlassungsvertrags für die Städtische Eissporthalle Landshut, der dem Eislaufverein den geregelten Spielbetrieb sicherstellte. Im Zuge des Ausbaus zu einem „Landesleistungszentrum für Eishockey des Bayerischen Eissportverbandes mit Bundesnutzung“ wurde in der folgenden Zeit eine zweite überdachte Kunsteisfläche angebaut, die 2011 einer Generalsanierung unterzogen wurde.
Heute stellt das Stadion eine öffentliche Einrichtung der Stadt Landshut dar und dient „ausschließlich und unmittelbar gemeinnützigen Zwecken“. Nach einer Erhöhung der maximalen Zuschauerzahl im März 2014 bot es 6737 Menschen Platz, 1573 davon auf Sitzplätzen. Mit dieser Kapazität erfüllt das Eisstadion am Gutenbergweg den sogenannten 9000-Punkte-Plan, der für die Aufnahme in die DEL nötig ist. Die angegliederte Trainingshalle verfügt immerhin über 800 Stehplätze. Außerdem befinden sich in dem Gebäudekomplex insgesamt acht Kegelbahnen. Sowohl der VIP-Bereich, als auch das Stadionrestaurant bieten einen Blick auf das Spielgeschehen. Neben dem EV Landshut als Hauptnutzer des Komplexes steht die Halle für den öffentlichen Eislauf und den Schulsport zur Verfügung. Außerdem tragen zahlreiche Hobbymannschaften ihre Spiele in den Hallen aus. Im Sommer wird in der Einrichtung Inlinehockey und Streethockey betrieben.
| Zuschauerstatistik der letzten Jahre |               |                            |                           |
| Saison                               | Heimspiele    | Zuschauer                  | Zuschauer pro Spiel       |
| 2024/25                              | 29 ( 26 / 3 ) | 100.428 (97.084 / 13.344 ) | ⌀ 3.808 ( 3.734 / 4.448 ) |
| 2022/23                              | 30 ( 26 / 4 ) | 92.320 (75.504 / 16.816)   | ⌀ 3.077 ( 2.904 / 4.204)  |
| 2021/22                              | 27 ( 26 / 1 ) | 27.038 (24.804 / 2.234)    | ⌀ 1.002 ( 954 / 2.234)    |
| 2020/21                              | 26            | –                          | –                         |
| 2019/20                              | 26            | 77.740                     | ⌀ 2.990                   |
| 2018/19                              | 33 ( 25 / 8 ) | 87.081 (56.734 / 30.347)   | ⌀ 2.639 ( 2.270 / 3.794)  |
| 2017/18                              | 24 ( 23 / 1 ) | 59.382 (57.463 / 1.919)    | ⌀ 2.475 ( 2.498 / 1.919)  |
| 2016/17                              | 24 (23 / 1)   | 39.542 (37.543 / 1.999)    | ⌀ 1.648 (1.632 / 1.999)   |
| 2015/16                              | 24 (20 / 4)   | 62.624 (50.061 / 12.563)   | ⌀ 2.609 (2.503 / 3.140)   |
| 2014/15                              | 30 (26 / 4)   | 101.015 (81.113 / 19.902)  | ⌀ 3.367 (3.120 / 4.976)   |
| 2013/14                              | 33 (27 / 6)   | 90.727 (73.017 / 17.710)   | ⌀ 2.749 (2.704 / 2.951)   |
| 2012/13                              | 27 (24 / 3)   | 60.018 (51.303 / 8.715)    | ⌀ 2.223 (2.137 / 2.905)   |
| 2011/12                              | 31 (24 / 7)   | 86.038 (63.141 / 22.897)   | ⌀ 2.775 (2.630 / 3.271)   |
| 2010/11                              | 27 (24 / 3)   | 54.141 (48.890 / 5.251)    | ⌀ 2.005 (2.037 / 1.750)   |
| 2009/10                              | 29 (26 / 3)   | 65.670 (56.426 / 9.244)    | ⌀ 2.264 (2.170 / 3.081)   |
| 2008/09                              | 27 (24 / 3)   | 56.439 (47.129 / 9.310)    | ⌀ 2.090 (1.963 / 3.103)   |
| 2007/08                              | 33 (26 / 7)   | 87.973 (59.368 / 28.605)   | ⌀ 2.666 (2.283 / 4.086)   |

(Angegeben ist die Gesamtauslastung der ganzen Saison. In Klammern sind die Hauptrunde sowie Play-offs separat aufgeführt.)

## Vereinskultur

### Fans und Rivalitäten

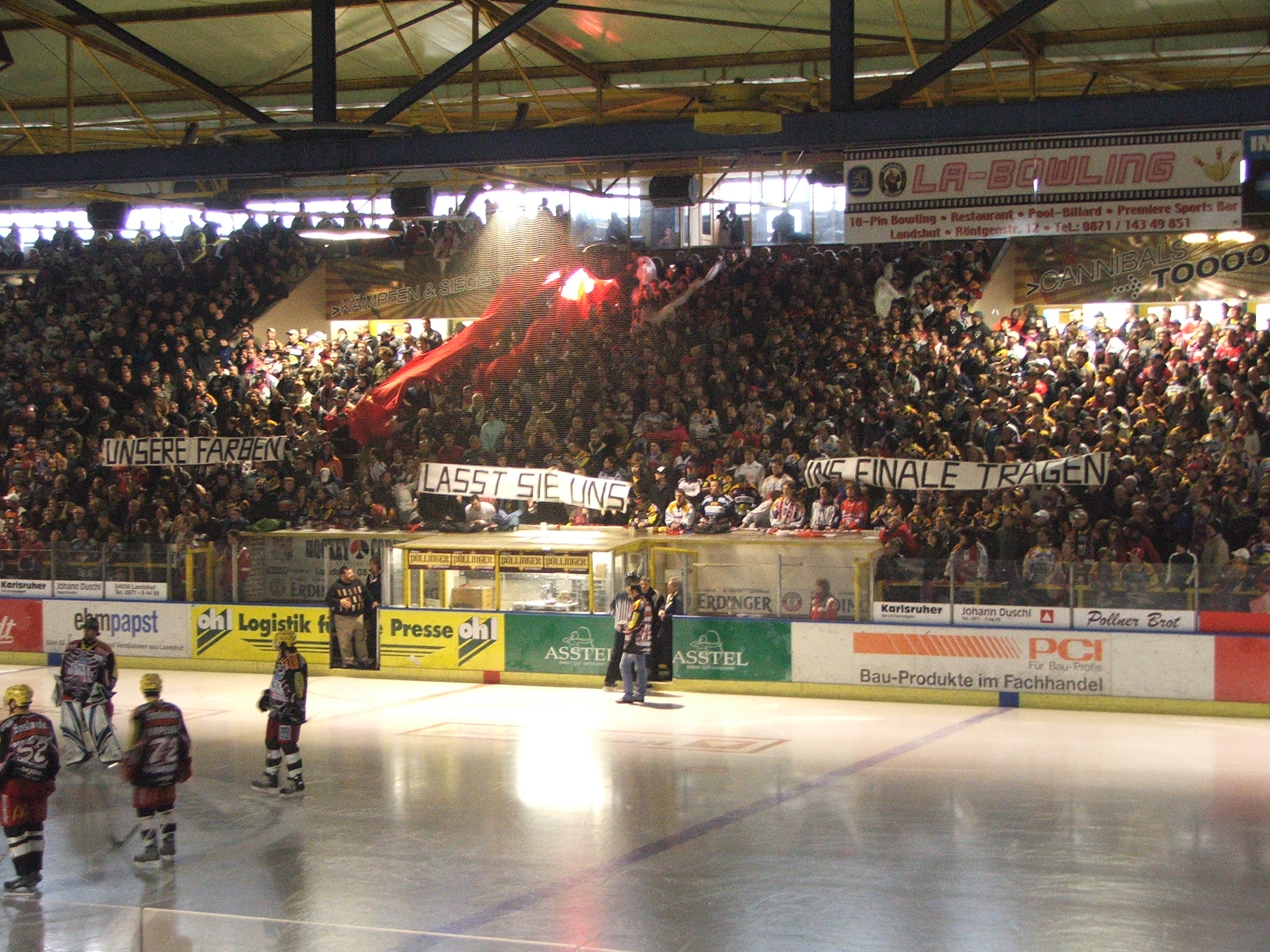
Fans des EV Landshut vor einem Play-off-Spiel

Fans des EV Landshut sind in mehreren Fanclubs oder Fangruppierungen organisiert. Geographisch konzentrieren sich die Vereinigungen im westlichen Niederbayern auf den Großraum Landshut und die umliegenden Regionen (wie die Hallertau) und Städte (wie zum Beispiel Dingolfing und Vilsbiburg). Gemeinsam sorgen die Fanclubs für die akustische, aber auch optische Unterstützung der Mannschaft sowohl zu Heim-, als auch zu Auswärtsspielen. Außerdem werden von den verschiedenen Clubs Auswärtsfahrten koordiniert. In der Saison 2009/10 wurde von den Fans des Teams erstmals die Aktion „Landshuter für Landshut“ organisiert. Ziel dieses Projekts war, die Mannschaft gegen den Derbygegner EHC München mit möglichst vielen Zuschauern lautstark anzufeuern. Insgesamt fanden über 5400 Menschen den Weg ins Eisstadion. Besonders in der Bundesligazeit des EVL pflegten die Landshuter Fans eine Freundschaft mit den Fans des Mannheimer ERC.
In der heutigen Zeit sind für die Stimmung im Landshuter Eisstadion hauptsächlich die Mitglieder der ultraorientierten Fanszene verantwortlich. Seit mehreren Jahren sind diese aktiven Fans mit den Anhängern des EHC Olten aus der Schweiz, so wie mit den Fußballfans des VfR Aalen freundschaftlich verbunden.
Während der Landshuter Bundesliga-Zeit von den 1960er-Jahren bis in die 1990er-Jahre gab es zum Teil ausgeprägte Rivalitäten mit anderen bayerischen Eishockeyhochburgen. In den 1960er-Jahren waren dies hauptsächlich der EV Füssen, der EC Bad Tölz sowie der SC Riessersee. In den Medien wurden Auseinandersetzungen zwischen Spielern aus Landshut und Riessersee 1970 sogar zur „Mordweihnacht“ aufgebauscht. Auch gegen den ESV Kaufbeuren gab es heiße Duelle, die in Schlagzeilen wie „Landswut gegen Raufbeuren“ gipfelten. Indirekte Folge dieser Rivalität war die „Lex Butzi“, die besagt, dass im deutschen Eishockey schon beim Warmlaufen vor dem Spiel zumindest ein Schiedsrichter mit auf dem Eis sein muss. Als Revanche für das Zusammenschlagen des Landshuters Ewald Steiger durch die Kaufbeurer Bohuslav Šťastný und Vladimír Martinec revanchierten sich der Landshuter Torhüter Bernhard Englbrecht und der Verteidiger Klaus „Butzi“ Auhuber in einem der nächsten Heimspiele bei den Tschechoslowaken bereits beim Warmlaufen und mischten diese auf – was damals jedoch kein Schiedsrichter ahnden konnte. Spätestens in den 1980er-Jahren entstand die Rivalität zum Sportbund Rosenheim. Mit dieser Mannschaft lieferte sich der EVL schon zu Bundesligazeiten umkämpfte Spiele. Noch heute gelten die Rosenheimer als wichtigster Derby-Gegner des EV Landshut. In den DEL-Jahren verstärkte sich die Rivalität zu den Kölner Haien: Dreimal in Folge – von 1993/94 bis 1995/96 – beendeten die Domstädter eine Landshuter Play-off-Saison, bevor sich das Team in den folgenden beiden Spielzeiten jeweils gegen Köln durchsetzte.
Mit dem Neubeginn in der Oberliga und den ersten Jahren in der 2. Bundesliga gab es heiß umkämpfte Lokal-Derbies gegen die Straubing Tigers im nördlichen Niederbayern sowie die Eisbären Regensburg. Hier spielte besonders der Kontrast zwischen Niederbayern mit dem Regierungssitz Landshut und der Oberpfalz mit dem Regierungssitz Regensburg eine große Rolle. Auch die Rivalität zum EHC München lebte unter anderem vom Kontrast zwischen Großstadtclub und „Provinzmannschaft“ aus Landshut. In den späten 2000er-Jahren gab es eine besondere Rivalität zu den Bietigheim Steelers: Deren damaliger Landshuter Trainer Christian Brittig verpflichtete sukzessive Spieler aus dem Landshuter Kader – 2009/10 standen beispielsweise sieben ehemals für Landshut aktive Spieler für „Landshut II“ oder die „Filiale“ auf dem Eis.
Nach dem Aufstieg der Starbulls Rosenheim in die 2. Bundesliga waren die 2010er Jahre geprägt von der wieder aufkeimenden Rivalität zwischen diesen beiden Traditionsvereinen. Die Derbys zwischen EVL und SBR lockten zu dieser Zeit die meisten Zuschauer in die jeweiligen Eishallen, wobei beide Teams bei Auswärtsspielen regelmäßig von einer für Eishockeyverhältnisse sehr großen Zahl an Gästefans begleitet wurden. Ihren Höhepunkt fand diese Rivalität 2012 in einer packenden Play-off-Finalserie, an deren Ende die Landshuter die Zweitligameisterschaft in Spiel 6 im Stadion des „Erzfeindes“ nach Niederbayern holen konnten. Erwähnenswert ist dabei, dass bereits im Jahr zuvor die DNL-Mannschaft des EV Landshut die deutsche Nachwuchsmeisterschaft gegen den SBR auf Rosenheimer Eis erzielen konnte. Nach dem Abstieg der Rosenheimer im Jahr 2017 wurde die Rivalität in der Oberliga Süd fortgesetzt.

### Partnerschaften
Im Juni 2014 verkündeten die Verantwortlichen des EV Landshut eine Kooperation in Bezug auf die Nachwuchsförderung mit dem DEL-Klub ERC Ingolstadt und dem Oberliga-Klub EV Regensburg. Die Zusammenarbeit sieht eine in Deutschland bisher seltene Verzahnung vor und soll jungen Spielern aus den jeweiligen Vereinen optimale Entwicklungsmöglichkeiten bieten, ohne zu anderen Standorten oder ins Ausland wechseln zu müssen. Damit wird eine bessere Verknüpfung von Spitzensport und Breitensport anvisiert. Von den Schüler-Mannschaften der Klubs über das EVL-Team in der Deutschen Nachwuchsliga und dem Oberliga-Team des EV Regensburg können talentierte Spieler nahtlos in die DEL2-Mannschaft der Landshuter bis hin zur Profimannschaft des ERC Ingolstadt aufrücken. Das System sieht auch die wechselseitige Vergabe von Förderlizenzen vor, so dass einzelne Spieler für mehrere Vereine spielberechtigt sind, um so möglichst viel Spielpraxis zu sammeln. In den vorangegangenen Spielzeiten bestanden weniger intensive Kooperationsvereinbarungen mit dem ERC Ingolstadt bzw. den Krefeld Pinguinen.
Der regionale Fernsehsender Isar TV berichtet in einer wöchentlich ausgestrahlten Sportsendung von allen Spielen der Landshuter, diese Zusammenfassungen sind auch in einer Internet-Mediathek abrufbar. Im Hörfunk-Bereich ist insbesondere die Station Radio Trausnitz zu nennen, die alle Spiele des EVL in der Sendung Eiszeit in Live-Einblendungen verfolgt. Die einzige Tageszeitung der Region, die Landshuter Zeitung, berichtet mehrmals wöchentlich über das Eishockeygeschehen um den EVL. Außerdem beschäftigt sich das Landshuter Wochenblatt wöchentlich mit Neuigkeiten rund um den EV Landshut.